# FC Bayern München (Frauenfußball)
Die Frauenfußballabteilung des FC Bayern München besteht seit dem 7. Juni 1970. In den Anfangsjahren des modernen deutschen Frauenfußballs spielte die Mannschaft um die oberen Ränge und gewann 1976 die Deutsche Meisterschaft. Nach wechselhafter Geschichte spielt das Team seit 2000 wieder in der Bundesliga, der es bereits als Gründungsmitglied (1990) angehörte. 2012 und 2025 gewann die Mannschaft den DFB-Pokal sowie 2015, 2016, 2021, 2023, 2024 und 2025 die Deutsche Meisterschaft.

## Erste Mannschaft

### Geschichte

#### Anfangszeiten bis zur ersten deutschen Meisterschaft 1976
Die Gründung der Frauenfußball-Abteilung des FC Bayern München fand am 7. Juni 1970 mit der Notiz „Start im Damenfußball beim FC Bayern München eV“ statt. Dies geschah drei Monate vor der Aufhebung des seit 1955 geltenden Verbots des DFB zur Gründung von Frauenfußball-Abteilungen. Schon 1967 soll es aber laut Vereinszeitschrift des FC Bayern München 74 Frauen gegeben haben, welche eine Frauenabteilung innerhalb des Vereins gegründet hatten.
Nach der offiziellen Gründung im Juni 1970 wurde eine Spielerinnensichtung an der Säbener Straße durchgeführt und eine erste Mannschaft zusammengestellt. Bis zu den ersten offiziellen Spielen dauerte es allerdings noch bis Mitte 1972. Schon gleich die erste Saison wurde mit der Meisterschaft des Großraums München gefeiert. Die Bilanz: 28:0 Punkte, 114:2 Tore. Den oberbayerischen Meistertitel sicherte sich die Mannschaft am 6. November 1971 auf dem Platz des BC Aichach vor 1200 Zuschauern mit dem 7:0-Sieg über den FC Ehekirchen. Neben den Meisterschaftsspielen wurden Trainingslager abgehalten und internationale Freundschaftsspiele organisiert, so unter anderem ein Spiel gegen die Italienische Fußballnationalmannschaft der Frauen, welches mit 2:1 gewonnen wurde.
In der Folgesaison errangen die Frauen des FC Bayern erstmals die Bayerische Meisterschaft. Es war der erste von insgesamt 19 Titeln in Folge. Das Finale gegen die SpVgg Landshut wurde im neuerbauten Olympiastadion ausgetragen und endete mit 4:2. Trainer der Mannschaft war Fritz Bank und die Spielführerin Olga Schütz. Neben Schütz war auch Maria Meissner Teil des Teams. Meissner war maßgeblich an der Gründung der Frauenabteilung beteiligt und sollte später als die „Mutter der Pokale“ bekannt werden. Im Finale um den Goldpokal – ein ohne die Zustimmung des DFB organisiertes Turnier der Landesverbandsmeister um die Deutsche Meisterschaft, und daher inoffiziell – unterlag der FC Bayern München dem TuS Wörrstadt am 29. September 1973 in Rüsselsheim mit 1:3.
In der 1974 erstmals offiziell ausgetragenen Deutschen Meisterschaft der Frauen scheiterten die Bayern bereits in der Gruppenphase und wurden dort nur Zweiter hinter dem SV Bubach-Calmesweiler. Ein Jahr später machte man es besser und erreichte erstmals das Finale. In Bad Godesberg traf man auf den Bonner SC, der damals mit Spielerinnen wie Beverly Ranger, Anne Trabant-Haarbach und Christa Nüsser auf dem Höhepunkt seiner Zeit war. Vor 2337 Zuschauern ging das Endspiel mit 2:4 verloren.
Auf dem Weg zur ersten Deutschen Meisterschaft, nur ein Jahr nach der Finalniederlage gegen den Bonner SC, nahm man an eben jenem Revanche. In der Gruppenphase 1976 bezwang man die Bonnerinnen in den entscheidenden Spielen um den Einzug in das Halbfinale mit 4:3 nach Hin- und Rückspiel. Im Finale hieß der Gegner Tennis Borussia Berlin. 3700 Zuschauer sahen im Siegener Leimbachstadion eine Partie, die nach 60 Minuten in die Verlängerung ging. Die Frauen des FC Bayern, die bis auf Jutta Lehner und Cornelia Doll mit der gleichen Elf wie im Finale 1975 antraten, gingen zweimal in Führung, ehe jeweils Rita Cygon für die Borussia ausglich. In der Verlängerung waren es Inge Mayerhofer und Doris Niederlöhner, die für den 4:2-Endstand und damit den ersten großen Titel in der Geschichte der FC-Bayern-Frauen sorgten. Aus der Meistermannschaft ging die spätere Trainerin Sissy Raith hervor. 1977 stieß die heutige Managerin Karin Danner als Spielerin zur Mannschaft.

#### Verlorene Finals und Abstieg aus der Bundesliga 1992
1979 und 1982 stand man erneut im Finale um die Meisterschaft, vermochte aber nicht die Vormachtstellung der SSG 09 Bergisch Gladbach, mit Spielerinnen wie Silvia Neid, zu durchbrechen und verlor beide Male. Im Jahr 1985 erreichten die „Bayern“ letztmals ein Finale um die Meisterschaft, blieben aber erneut ohne den erhofften Erfolg. Monika Schmidt bestritt 1985 ihr letztes von fünf Endspielen um die Meisterschaft für die Bayern. Sie ist damit die einzige Spielerin, die in allen fünf Finals im Trikot für die „Roten“ auflief. Von 1985 bis zur Gründung der Frauen-Bundesliga 1990 scheiterten die Frauen auf dem Weg zum Endspiel um die Meisterschaft fast ausschließlich an der SSG 09 Bergisch Gladbach, dem TSV Siegen und dem FSV Frankfurt.
Nach zwei Halbfinals, 1985 und 1986, erreichten die Frauen des FC Bayern 1988 erstmals das DFB-Pokal-Finale. Gegen den TSV Siegen mit der ehemaligen Bayern-Spielerin und zukünftigen Trainern der FCB-Frauen Sissy Raith, hatte man aber keine Chance. Das Finale ging 0:4 verloren, Silvia Neid erzielte einen Hattrick. Nur zwei Jahre später schaffte man es erneut in das Pokalfinale, diesmal traf man auf den FSV Frankfurt. Auch wenn es abermals nicht zu einem Pokalsieg reichte, so fiel die Niederlage mit 0:1 doch deutlich knapper aus als 1988 gegen den TSV Siegen. Es sollte aber noch 22 weitere Jahre dauern, ehe die FC Bayern-Frauen erstmals den Pokal in Empfang nehmen konnten.
Auf dem DFB-Bundestag 1989 wurde die Einführung einer zweigleisigen Bundesliga zur Saison 1990/91 beschlossen. Die jeweils besten Mannschaften der damals 16 DFB-Mitgliedsverbände waren nach Abschluss der Saison 1989/90 automatisch für die neue Bundesliga qualifiziert. So auch die Frauen des FC Bayern, die somit als Gründungsmitglied der Liga gelten. Die Freude darüber währte jedoch nicht lange. Schloss man die erste Saison 1990/91 noch auf Platz 4 in der Gruppe Süd ab, war man eine Saison später das Schlusslicht und stieg aus der Bundesliga in die Bayernliga ab. In dieser belegte man in den folgenden sieben Saisons die Plätze 2 bis 4 und war ab 1994 nicht mehr für den DFB-Pokal-Wettbewerb qualifiziert.

#### Rückkehr in die Bundesliga 2000
Nach acht langen Jahren und zum 30-jährigen Jubiläum der Frauenfußball-Abteilung gelang 2000 der Wiederaufstieg in die Bundesliga. Die Mannschaft gewann alle Saisonspiele der Bayernliga und setzte sich in der Aufstiegsrunde im entscheidenden Spiel um den Gruppensieg gegen den SC Freiburg mit 3:2 durch.
Einer der Gründe für die Leistungsexplosion war das erhöhte Budget der FC-Bayern-Frauen. Beeindruckt von der Frauen-WM 1999 in den USA, erhöhte Vereinspräsident Franz Beckenbauer den Etat der Abteilung von 50.000 auf 300.000 Mark. Anteil am sportlichen Erfolg hatten unter anderem die damals 21-jährige Nadine Angerer, die vom Stadtrivalen FFC Wacker München zu den Bayern gewechselt war, Tanja Wörle, Petra Wimbersky sowie die Routiniers Roswitha Bindl und Bärbel Weimar.
Mit dem Ziel eines Platzes im Mittelfeld gingen die Bayern die erste Bundesliga-Saison seit 1990/91 an. Der Kader blieb dabei weitestgehend unverändert und nur wenige Neuzugänge kamen zur Mannschaft, so unter anderem Nathalie Bischof (spätere Trainerin der zweiten Mannschaft) und Sandra de Pol. Der Pokalfinalist des Vorjahres, der TSV Siegen, war der Gegner zum Auftakt und wurde überraschend mit 4:1 bezwungen. Neuzugang Bischof sorgte nach der Pause für den Ausgleich und erzielte somit das erste Tor für die Bayern in der Bundesliga seit 1991. Am Ende der Saison wurde mit Platz 6 der anvisierte Mittelfeldplatz erreicht. Petra Wimbersky wurde mit 13 Treffern die mannschaftsinterne Torschützenkönigin. Allerdings verloren die Bayern ihre Stammtorhüterin Nadine Angerer, die überraschend zum Ligakonkurrenten aus Potsdam wechselte.
Am 14. Februar 2002 stimmten die Mitglieder des FC Bayern München mehrheitlich für die Ausgliederung der Lizenzspielerabteilung der Herren sowie der Frauenfußball-Abteilung aus dem FC Bayern München e. V. in die knapp zwei Monate zuvor gegründete FC Bayern München AG.
Nach einem 4. Platz (2001/02) und einem 5. Platz (2002/03) erlebten die Frauen des FC Bayern einen schweren Start in die Saison 2003/04. Bis zum Jahresende standen gerade einmal sieben Punkten aus acht Spielen zu Buche. Im August 2003 kam man beim 1. FFC Frankfurt gar mit 1:8 unter die Räder. Infolge des schlechten Saisonstarts wurde Ende des Jahres der langjährige Trainer Peter König entlassen, und Co-Trainerin Sissy Raith übernahm das Amt. Nach 27 Punkten aus der Rückrunde beendeten die Bayern die Spielzeit auf Platz 5. Wichtig für die Bayern war die Rückkehr von Pavlína Ščasná. Die Tschechin hatte die Bayern in Richtung Vereinigte Staaten verlassen, nachdem sie in der Aufstiegssaison 14 Tore erzielt hatte, und kehrte zur zweiten Saisonhälfte 2003/04 zurück, in der sie zehnmal in 14 Spielen traf. Ihren Platz als Torjägerin übernahm derweil die Österreicherin Nina Aigner die am Ende auf 16 Treffer kam, einer weniger als in der Vorsaison.
In der ersten kompletten Saison unter Trainerin Raith musste die Mannschaft den Abgang von Simone Laudehr verkraften. In der Hinrunde war sie unter Peter König gar nicht zum Einsatz gekommen, während sie in der Rückrunde unter Raith alle Spiele bestritten hatte. Ein Angebot vom FCR 2001 Duisburg bewog sie jedoch zu einem Wechsel. Alle Abgänge wurden fast ausschließlich mit Nachwuchsspielerinnen kompensiert. Dennoch langte es am Ende zu einem 4. Platz in der Liga und man erreichte nach 1990/91 erstmals wieder ein Halbfinale im DFB-Pokal-Wettbewerb, wo man dem späteren Sieger aus Potsdam mit 0:2 unterlag Ein Jahr später kam es an gleicher Stelle zu einem erneuten Aufeinandertreffen der beiden. Wieder behielt Turbine Potsdam die Oberhand und gewann mit 3:1. In der Liga lief es dagegen nicht ganz so gut. Im Auftaktspiel gegen den SC Freiburg traf Neuzugang Julia Šimić im Alter von 17 Jahren zur 1:0-Führung, und die Bayern gewannen mit 3:2. Doch schon im nächsten Spiel unterlag das Team wie schon 2003 deutlich mit 1:8 dem 1. FFC Frankfurt. Diese Niederlage markiert die bis heute höchste Heimniederlage der FC-Bayern-Frauen in der Bundesliga. Obwohl man mit einem 6:2 gegen den FFC Brauweiler Pulheim und einem 6:0 gegen den FSV Frankfurt auch hohe Heimsiege verbuchen konnte, änderte dies wenig an einer insgesamt holprigen Saison, an deren Ende unter dem Strich nur der 8. Platz stand und damit das bis heute schlechteste Saisonergebnis seit dem Abstieg 1992.
Danach kehrte wieder Stabilität ein: Am Ende der beiden folgenden Spielzeiten belegte man jeweils den 4. Platz in der Liga, 2008 wurde zudem erneut das Halbfinale im Pokal erreicht. Im Sommer 2008 gab Sissy Raith nach viereinhalb Jahren ihren Posten ab und wechselte als Verbandstrainerin zum BFV. Bereits im Winter war mit Günther Wörle vom TSV Crailsheim ihr Nachfolger verpflichtet worden, der damit die „Ära Wörle“ bei den FCB-Frauen begründete.
Mit Islacker, Baunach, Roth, Eder, de Pol, Rech, Bürki, Šimić, Aigner und Nicole Banecki konnte Wörle auf einen großen Pool an sehr talentierten Spielerinnen zurückgreifen. Hinzu kamen die Neuzugänge Melanie Behringer und Ivana Rudelic. Tanja Wörle kehrte mit ihrem Vater nach München zurück und aus der Jugend rückte die junge Österreicherin Carina Wenninger in die erste Mannschaft auf. Man war also bestens präpariert für die Saison 2008/09, die sich früh zu einem Vierkampf, bestehend aus dem FC Bayern, dem FCR Duisburg, Turbine Potsdam und dem FFC Frankfurt entwickelte. Durch einen 5:1-Sieg in Wolfsburg am 5. Spieltag und einem gleichzeitigen Unentschieden von Turbine und dem FCR übernahmen die Bayern erstmals die Tabellenspitze, die bis zum 21. Spieltag gehalten wurde. Mit drei Punkten Vorsprung gegenüber den Potsdamerinnen hätte der FC Bayern mit einem Heimsieg gegen den FCR Duisburg die Meisterschaft für sich entscheiden können. Über 3000 Zuschauer, die in Erwartung eines vorzeitigen Titelgewinns in den Sportpark nach Aschheim gestömt waren, erlebten nach Toren von Inka Grings (2), Laudehr und Martini jedoch eine bittere 0:4-Niederlage. Potsdam konnte somit in der Tabelle an Bayern vorbeiziehen, und auch Duisburg war nun wieder im Meisterschaftsrennen. Am letzten Spieltag kam es somit zum „Herzschlagfinale“: Turbine und Bayern lagen punktgleich auf den Plätzen 1 und 2, beide Mannschaften trennte nur ein Tor. Duisburg war mit einem Punkt weniger Dritter, hatte aber eine wesentlich besseren Tordifferenz als die beiden anderen. Zur Halbzeit stand es bei allen drei Partien torlos. Zwischen der 52. und 57. Minute wechselte die Tabellenführung zwischen den Brandenburgerinnen und den Bayern hin und her. In der 61. Minute traf Anja Mittag zum 3:0 für Potsdam gegen Wolfsburg und stellte somit die finale Tabellenkonstellation her, da sich auch der FC Bayern mit einem 3:0-Sieg vom TSV Crailsheim trennte.
Wurde die Meisterschaft auch um ein Tor verpasst, so bedeutete der zweite Platz die erstmalige Teilnahme an der Champions League. Aufgrund des schlechten Koeffizienten mussten die Bayern-Frauen zuerst nach Litauen reisen, um dort die Qualifikationsrunde zu bestreiten. Glasgow, Gintra Universitetas und Norchi Dinamoeli waren jedoch keine große Hürde und der 19:0-Erfolg gegen Dinamoeli stellt auch heute noch einen Rekord dar. Nachdem man den ungarischen Vertreter Viktória FC-Szombathely im Sechzehntelfinale ausgeschaltet hatte, war im Achtelfinale gegen HSC Montpellier Endstation. Nach einem 0:0 im Hinspiel in Montpellier war für das Rückspiel noch alles offen. Nach torlosen 90 Minuten in München beendete Hoda Lattaf in der 105. Minute alle Träume der Bayern auf ein Weiterkommen. Der Erfolg in der Bundesliga vom Vorjahr konnte hingegen nicht annähernd wiederholt werden. Mit sieben Saisonniederlagen und 20 Punkten Rückstand auf den Meister aus Potsdam langte es am Ende nur für Platz 4.

#### Pokalsieg, Meisterschaften und neuer Konkurrent Wolfsburg
Im Sommer 2010 übergab Günther Wörle das Traineramt aus gesundheitlichen Gründen an seinen Sohn Thomas, der gerade seine Profikarriere beendet hatte und über die B-Trainer-Lizenz verfügte; die Frauen des FC Bayern wurden seine erste Trainerstation. Zu seinem Amtsantritt begrüßte Wörle Lena Lotzen und Rückkehrerin Wimbersky. Gleichzeitig verließen aber Islacker, Behringer, Rech und Carmen Roth die Mannschaft.

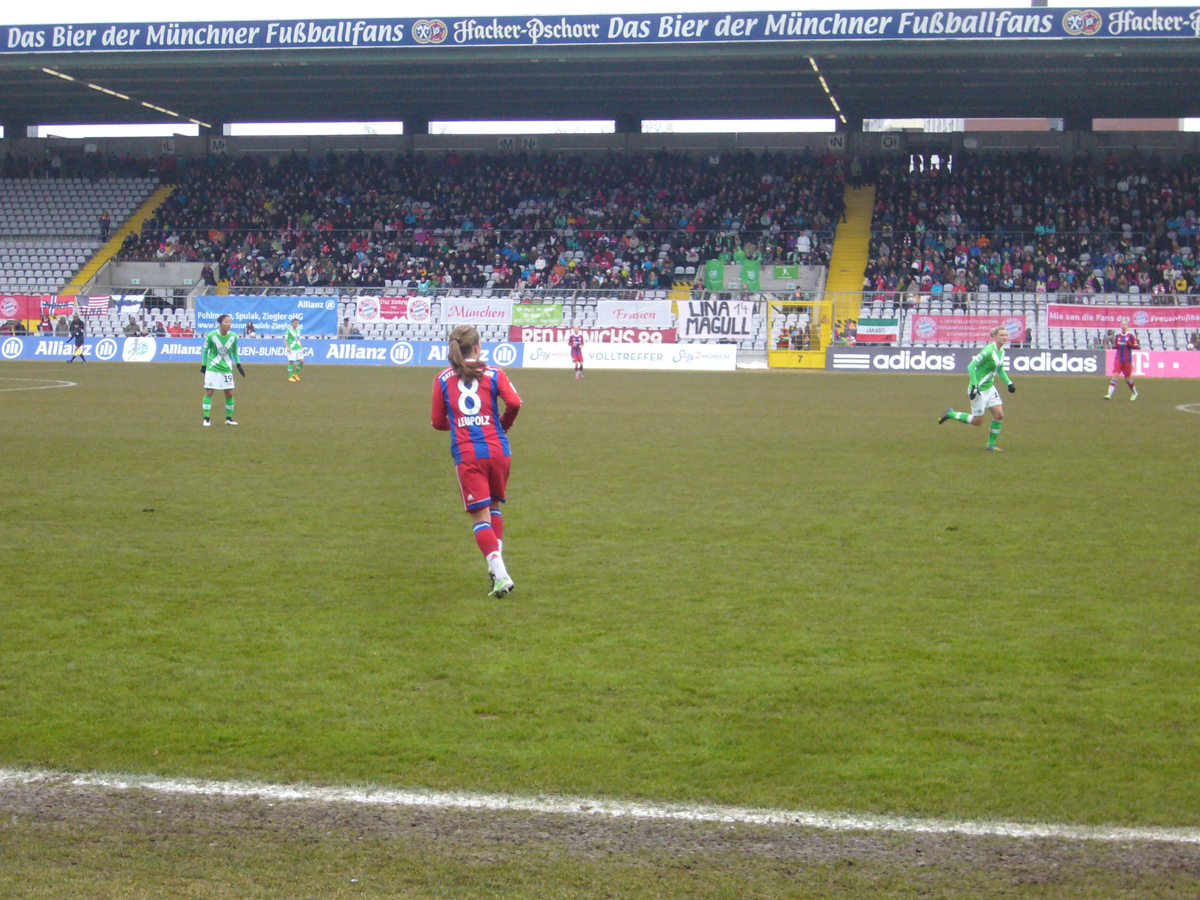
FC Bayern – VfL Wolfsburg, 2015

Aber auch unter dem neuen Cheftrainer standen die Frauen des FCB zunächst weiter im Schatten der beiden „Großen“ aus Frankfurt und Potsdam. In der Liga reichte es wiederholt nur für einen Platz im oberen Mittelfeld, deutlich abgeschlagen hinter den jeweiligen Titelträgerinnen. Im Pokal sah es da schon etwas anders aus: Im ersten Jahr unter Wörle erreichte die Mannschaft das Halbfinale, in dem sie mit 2:4 an Turbine Potsdam scheiterte. Ein Jahr später mühte man sich förmlich von Runde zu Runde: Nach einem Freilos gewann man knapp mit 1:0 gegen den Zweitligisten 1. FC Saarbrücken, musste dann aber im Achtelfinale gegen den FF USV Jena in die Verlängerung und im Viertelfinale gegen den SC 07 Bad Neuenahr sogar ins Elfmeterschießen. Lediglich im Halbfinale gegen den Hamburger SV wusste man mit 5:2 zu überzeugen. Auf Grund der Kräfteverhältnisse in der Liga war man dennoch im Finale gegen den 1. FFC Frankfurt am 12. Mai 2012 im Kölner RheinEnergieStadion klarer Außenseiter. Nach einer torlosen ersten Halbzeit brachte die US-Amerikanerin Sarah Hagen in der 63. Minute den FC Bayern 1:0 in Führung. Die in der 89. Minute eingewechselte Ivana Rudelić stellte in der Nachspielzeit den 2:0-Endstand her. Der Gewinn des DFB-Pokals bedeutete gleichzeitig die erste Trophäe seit 1976.
In derselben Saison deutete eine weitere Mannschaft ihren Anspruch auf eine gewichtige Rolle im deutschen Frauenfußball an: Der VfL Wolfsburg wurde Vizemeister hinter Potsdam und machte so erstmals auf sich aufmerksam. In den beiden folgenden Spielzeiten errang Wolfsburg seine beiden ersten Meistertitel, während die FC Bayern Frauen mit großem Abstand jeweils nur auf Platz 4 landeten. Doch ab diesem Zeitpunkt dominierten beide Mannschaften die Bundesliga und machten die Meisterschaft jeweils untereinander aus.

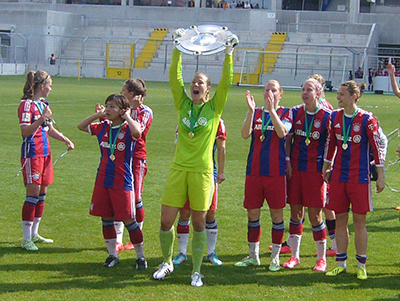
Tini Korpela mit der Meisterschale, 2015

In der Saison 2014/15 blieben die FCB-Fußballerinnen ungeschlagen und sicherten sich durch einen 2:0-Heimsieg am 10. Mai 2015 gegen die SGS Essen zum zweiten Mal nach 1976 die Meisterschaft. Bis dahin war es nur dem FFC Frankfurt gelungen, in den Saisons 2001/02 und 2006/07 ebenfalls ohne Niederlage den Titel zu holen. Zudem wurde beim Rückrundenspiel gegen den VfL Wolfsburg im Februar 2015 mit 2721 Zuschauern im Grünwalder Stadion ein Zuschauerrekord für die FCB-Frauen aufgestellt.
Der Gewinn der Meisterschaft bedeutete nach sechs Jahren Abstinenz die Rückkehr auf die internationale Bühne. Diese waren jedoch nur von kurzer Dauer: Im Sechzehntelfinale der Women’s Champions League 2015/16 schied der FC Bayern nach einem 2:2 im Rückspiel (Hinspiel 1:1) gegen den FC Twente Enschede auf Grund der Auswärtstorregel aus. In der Liga ließ sich die Mannschaft davon jedoch nicht beirren und zog weiter ihre Kreise. Im Vergleich zur Vorsaison war der Fußball weniger attraktiv, dafür aber effektiv. Das 0:1 am 17. April 2016 im Heimspiel gegen den 1. FFC Frankfurt war die erste Niederlage der Saison – und damit die erste nach 40 ungeschlagenen Spielen. Der Weg zur zweiten Meisterschaft in Folge war jedoch nicht gefährdet, und so konnte die Mannschaft am 1. Mai 2016 bereits am 20. Spieltag mit einem 5:0-Heimsieg gegen Bayer 04 Leverkusen ihren Titel verteidigen.
In den Spielzeiten 2016/17 und 2017/18 blieb hinter dem VfL Wolfsburg jeweils nur die Vizemeisterschaft. Trotzdem können beide Saisons auf jeweils ihre Art als erfolgreich bezeichnet werden: In der Champions-League-Saison 2016/17 drang man erstmals bis in das Viertelfinale vor. Dort hieß der Gegner PSG, gegen den Vivianne Miedema im Hinspiel vor über 7.000 Zuschauern im Grünwalder Stadion für den 1:0-Siegtreffer sorgte. Das Ergebnis aus dem Hinspiel war am Ende aber nicht genug, da PSG nach einem 4:0-Erfolg im Parc des Princes als Sieger aus beiden Begegnungen hervorging. Die internationale Reise endete eine Saison später schon im Sechzehntelfinale mit zwei Niederlagen (0:1, 1:2) gegen die Frauen des FC Chelsea. Im nationalen Pokalwettbewerb lief es dafür besser und erstmals nach 2012 wurde wieder das Finale des DFB-Pokals erreicht. Auf dem Weg dorthin stellte der FC Bayern München im Viertelfinale am 13. März 2018 mit dem 15:0-Sieg beim Zweitligisten 1. FC Saarbrücken einen neuen Rekord für eine Viertelfinal-Begegnung auf und übertraf damit das 12:0 des 1. FFC Frankfurt, das dieser 2005 ebenfalls beim 1. FC Saarbrücken im Viertelfinale des DFB-Pokal-Wettbewerbs 2005/06 erzielt hatte. Im Endspiel trafen die Bayern auf den neuen Rivalen aus Wolfsburg. Nach 120 torlosen Minuten ging es in das Elfmeterschießen. Zwar hielt Manuela Zinsberger zwei Schüsse, doch am Schluss behielt der Favorit mit 3:2 die Oberhand.
Nur eine Woche später trafen beide Teams erneut aufeinander. Zur Premiere im Campus kamen 2.130 Zuschauer bei freiem Eintritt. Vor der Partie wurden mit Lena Lotzen und Viktoria Schnaderbeck zwei langjährige Spielerinnen verabschiedet. Während die Wolfsburgerinnen bereits als Meister feststanden, kämpfte das Team von Wörle noch um die erneute Qualifikation zur Champions League. Der VfL wurde mit 2:1 bezwungen und nach einem Auswärtserfolg am letzten Spieltag gegen den 1. FFC Frankfurt sicherte man sich erneut Platz 2.
Der Start in die Saison 2018/19 gelang mit einem 10:1-Auswärtserfolg bei Bayer 04 Leverkusen perfekt. Es war gleichzeitig der bis dahin höchste Sieg für die FC-Bayern-Frauen in ihrer Bundesligageschichte. Am dritten Spieltag kam es bereits zum Aufeinandertreffen mit dem VfL Wolfsburg. Nach einer guten Vorbereitung, einem souveränen Erfolg im Pokal gegen den FF USV Jena, dem Kantersieg gegen Leverkusen und einem 4:0 gegen den MSV Duisburg sahen sich die Bayern für das Auswärtsspiel bestens gewappnet. Sie erwischten jedoch einen rabenschwarzen Tag und verloren am Ende mit 0:6. Nur zwei Wochen nach der Niederlage gab der FC Bayern München bekannt, dass man sich nach Saisonende von Wörle trennen werde. Der Zeitpunkt der Pressemitteilung erweckte den Anschein, als ob die Niederlage Anlass für die angekündigte Trennung gewesen wäre, doch Wörle stellte klar, dass man sich bereits vor der Saison darauf verständigt hatte, den Vertrag nicht zu verlängern. Mit Beginn der Winterpause wurde Jens Scheuer als neuer Trainer bekanntgegeben.

#### Erneuter Trainerwechsel und eine Rekordserie
In seiner ersten Saison führte Scheuer den FC Bayern München auf Platz 2, im Jahr darauf zur (insgesamt vierten) Meisterschaft, mit der drittbesten Punktzahl (gemeinsam mit dem 1. FFC Turbine Potsdam (2003/04)) seit Bestehen der eingleisigen Bundesliga. In der Saison 2021/22 wurden die Frauen erneut 2. hinter dem VfL Wolfsburg. Danach trennte man sich wieder von Jens Scheuer. Sein Nachfolger wurde der Norweger Alexander Straus, der vom norwegischen Meister IL Sandviken / SK Brann verpflichtet wurde. Nach einem holprigen Start in die Saison 2022/23 legten die FCB-Frauen dann eine Serie von 15 Siegen und einem Unentschieden hin und lagen vor dem letzten Spieltag mit einem 2-Punkte-Vorsprung gegenüber Vorjahresmeister Wolfsburg auf Titelkurs. Mit einem eindrucksvollen 11:1 gegen Turbine Potsdam, dem höchsten Bundesligasieg in der Geschichte des Teams, sicherte man sich den fünften Meistertitel.
Die Bundesligasaison 2023/24 sollte eine sehr erfolgreiche werden: Das Team spielte zwar eine etwas unsichere Hinrunde, verlor dabei allerdings kein Spiel. In der Rückrunde gewann der FC Bayern dann alle elf Spiele und wurde mit sieben Punkten Vorsprung vor dem VfL Wolfsburg ungeschlagen Meister. Am Ende der Saison war der FC Bayern 39 Bundesligaspiele in Folge ungeschlagen. In der Women’s Champions League lief es jedoch nicht gut. Nach mehreren späten Gegentoren und trotz eines Siegs gegen Paris Saint-Germain schied man bereits in der Gruppenphase aus.
Zu Beginn der nächsten Saison konnten die Münchnerinnen ihre ungeschlagene Serie in der Bundesliga weiter ausbauen. Erst am 12. Oktober 2024 beendete der VfL Wolfsburg die Serie nach 44 Spielen, ein neuer Frauen-Bundesliga-Rekord.

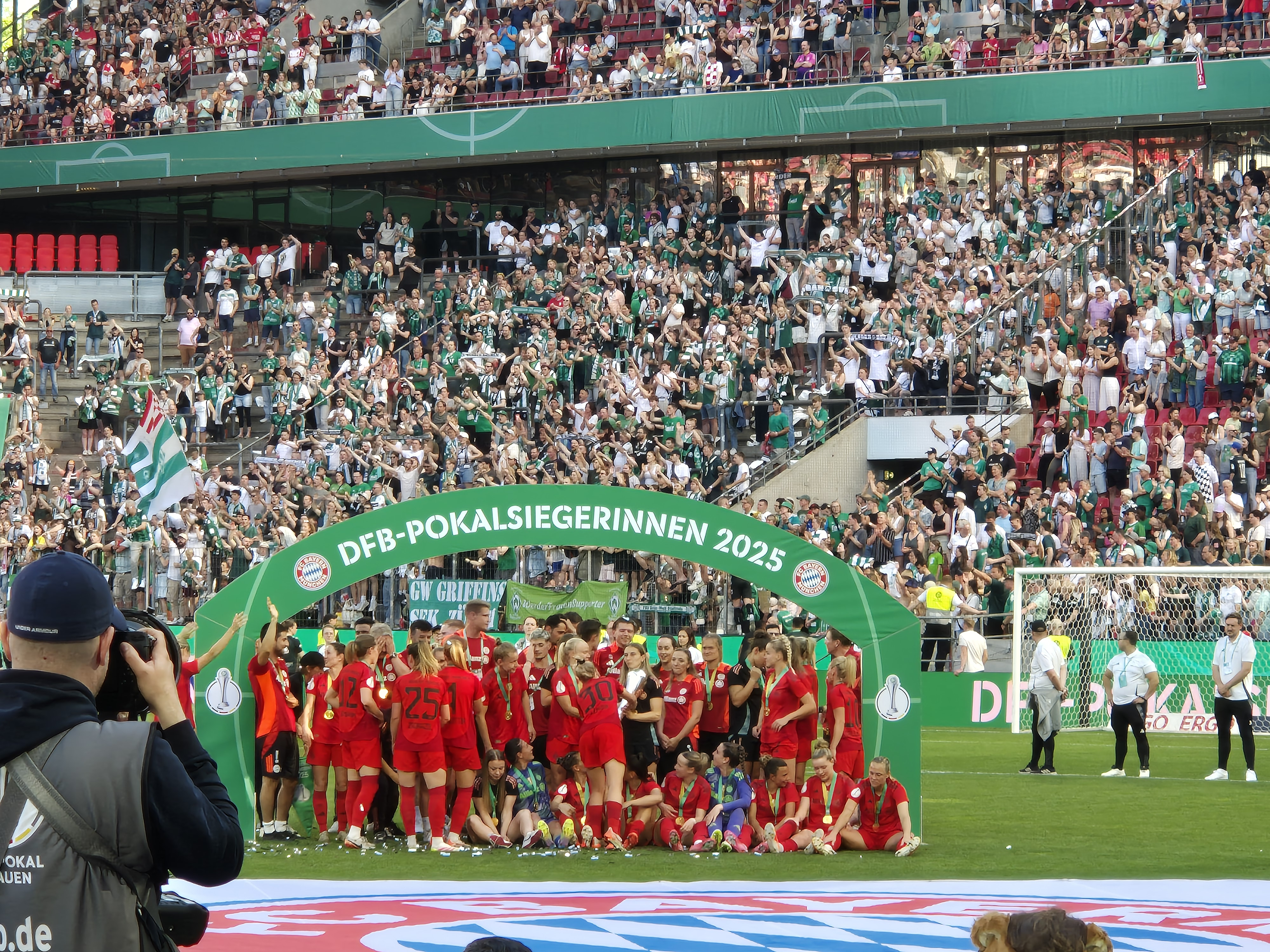
Spielerinnen nach dem Sieg im DFB-Pokalfinale 2025

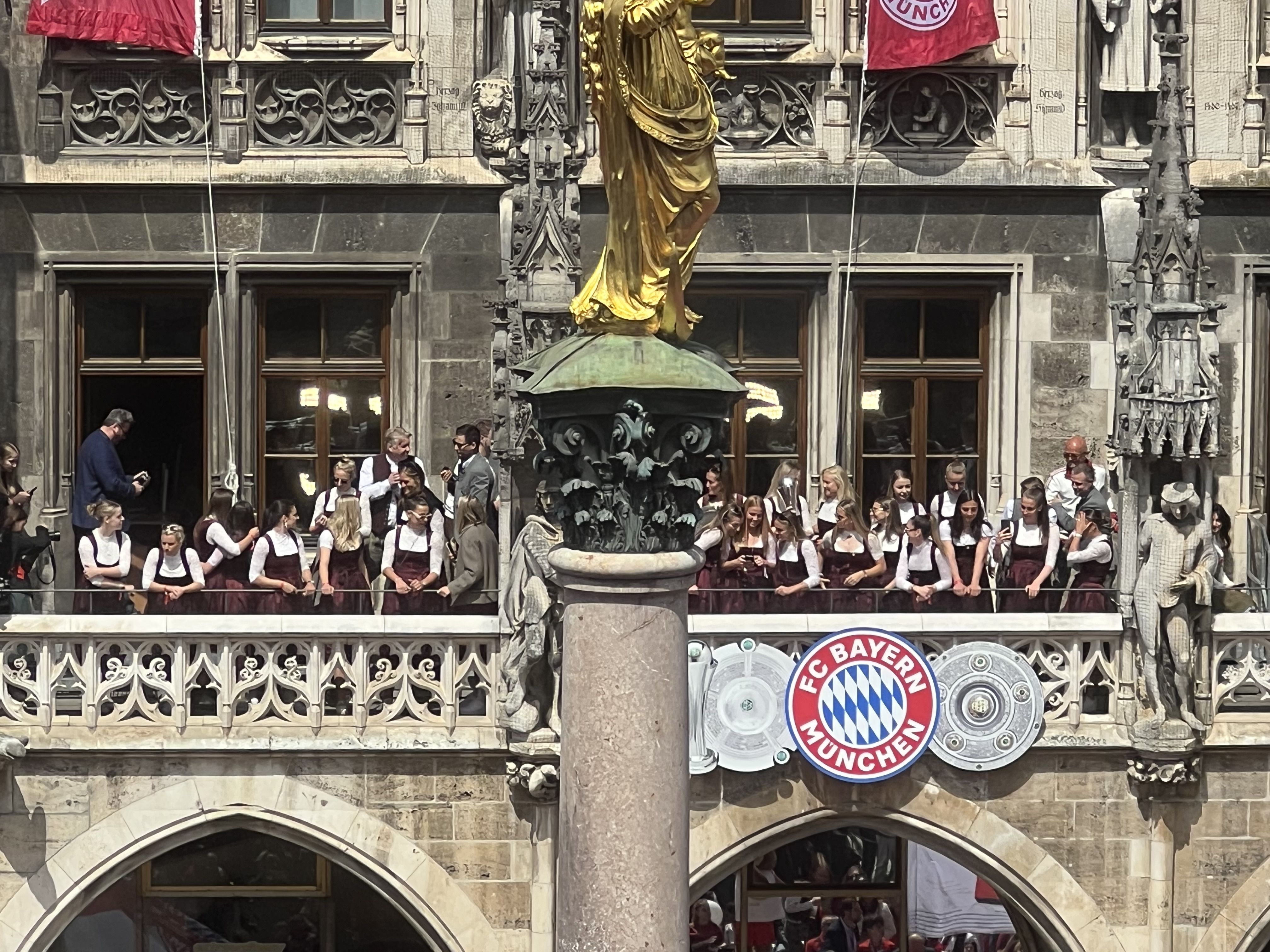
Damenmannschaft bei der Meisterschaftsfeier 2025 am Balkon des Münchner Rathauses

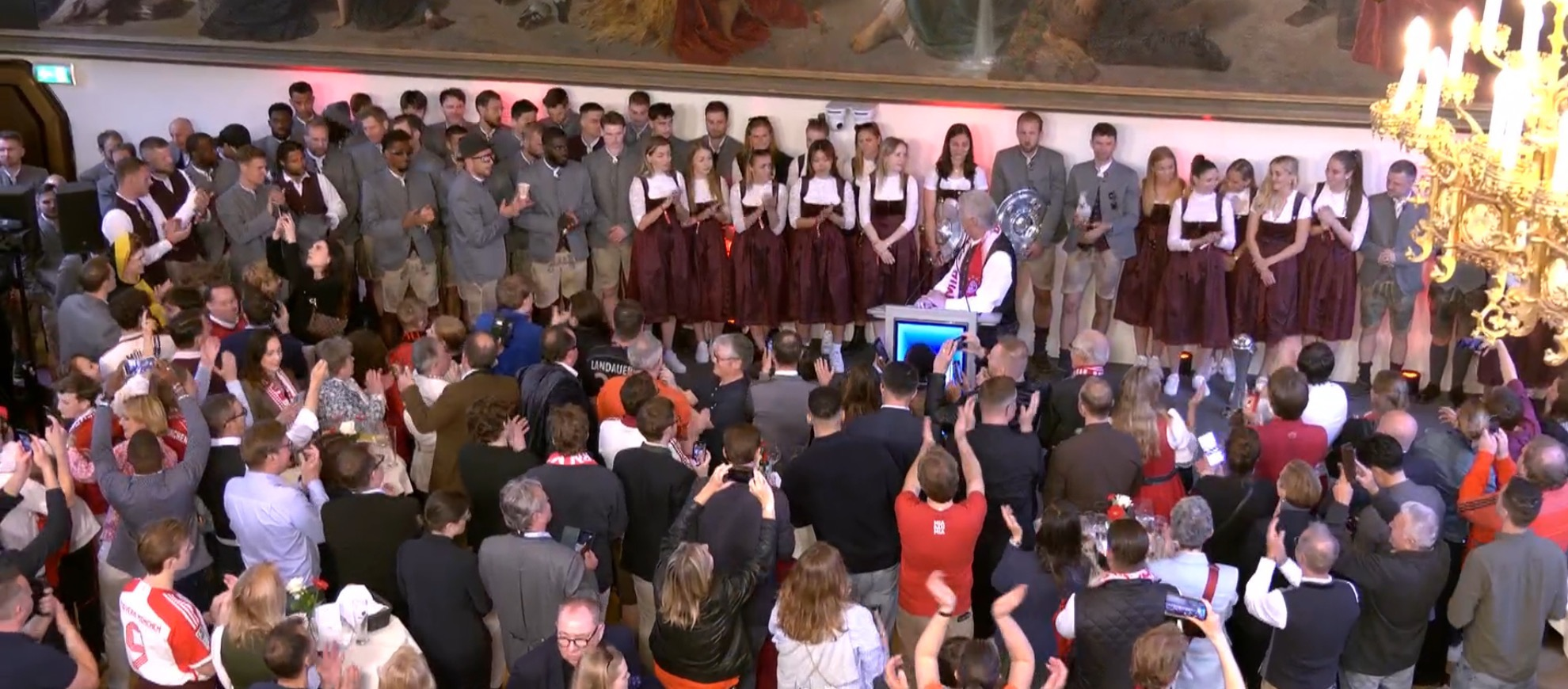
Empfang der siegreichen Herren- und Damenmannschaft 2025 im Münchner Rathaus durch den Oberbürgermeister Dieter Reiter

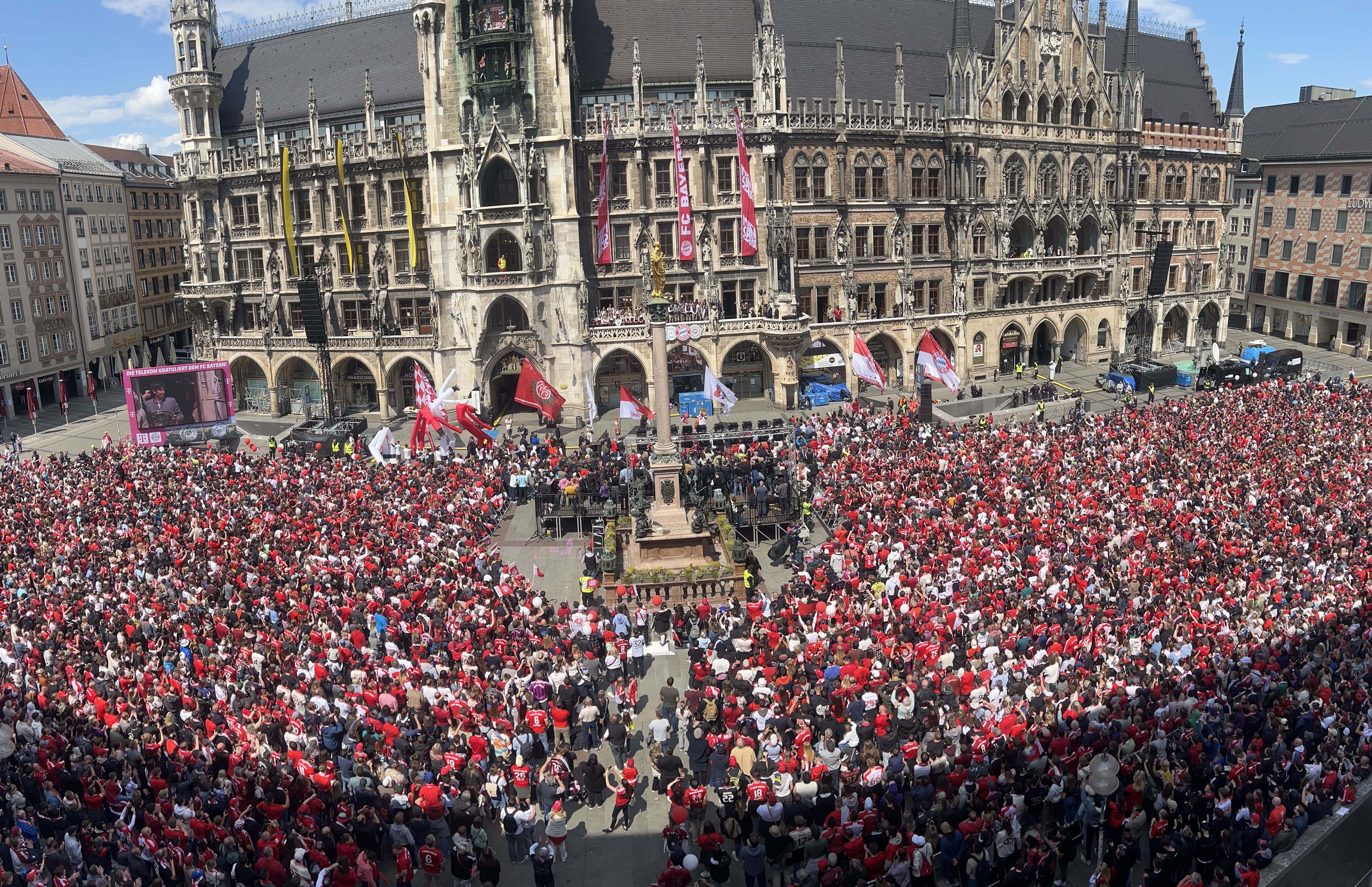
Fans bei der Siegesfeier 2025 am Münchner Marienplatz

In der Saison 2024/25 gelang dem Team erstmals der Gewinn von Supercup, Meisterschaft und DFB-Pokal in einer Saison. Außerdem gewannen sie das preisträchtige Kleinfeldturnier World Sevens Football.

### Spielstätten
In ihrer Geschichte hatten die FC Bayern Frauen viele verschiedene Spielstätten. Seit den 2000er Jahren wurde abwechselnd in Schäftlarn, dem Dantestadion, dem Städtischen Stadion an der Grünwalder Straße und dem Sportpark Aschheim gespielt. Seit der Saison 2013/14 galt das Städtische Stadion an der Grünwalder Straße („Hermann-Gerland-Kampfbahn“), das 15.000 Zuschauern Platz bietet, als Heimstätte der FC Bayern-Frauen. In der Saison 2017/18 spielte die Mannschaft am 27. Mai 2018 erstmals im neugebauten FC Bayern Campus, dem im Sommer 2017 eröffneten Nachwuchsleistungszentrum des FC Bayern München. Dort empfing man den VfL Wolfsburg, der mit 2:1 bezwungen werden konnte. Mit der Saison 2018/19 ging die Abteilung noch einen Schritt weiter und trägt alle Spiele des DFB-Pokals und der Champions League im Campus aus. Auch das Ligaspiel gegen Wolfsburg wurde erneut dort ausgetragen. Aufgrund von Engpässen bei den Spielstätten in München musste die Abteilung in der ersten Jahreshälfte 2020 alle ihre Heimspiele im Campus des FC Bayern München austragen.
Am 14. Oktober 2023 trugen die Frauen des FC Bayern München erstmals eine Bundesligapartie in der Allianz Arena aus. Die Begegnung gegen Eintracht Frankfurt endete torlos vor 19.000 Zuschauern.
Im Rahmen des Topspiels der Frauen-Bundesliga der Saison 2023/24 zwischen den Mannschaften des FC Bayerns und des VfL Wolfsburg wurde erstmals eine Erweiterung der Zuschauerkapazität des Campus auf über 4000 Zuschauerplätze auf dem Spielfeld 1 erprobt. 4347 Zuschauer sahen am 5. November 2023 einen 2:1-Sieg der Heimmannschaft.

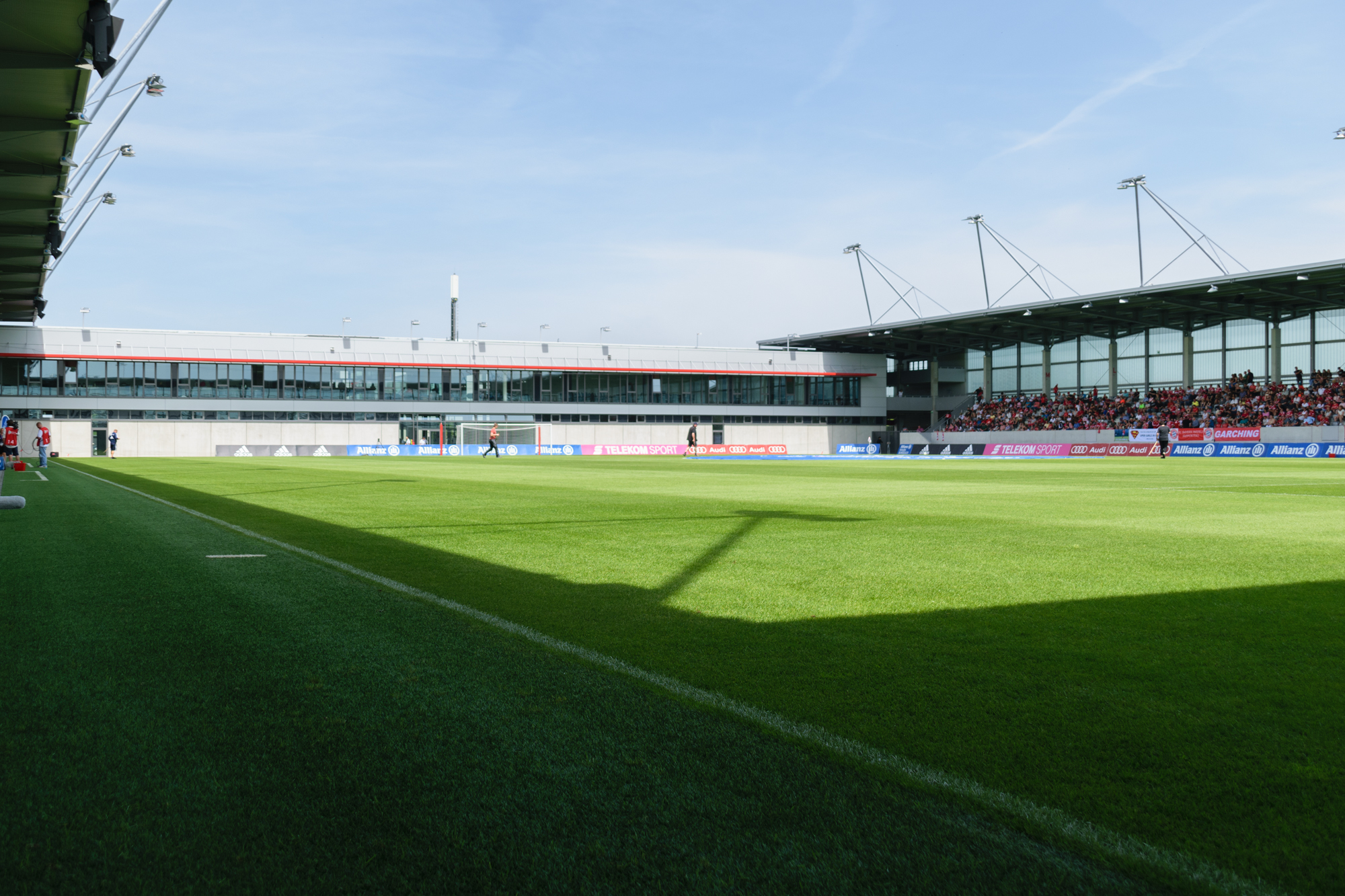
FC Bayern Campus
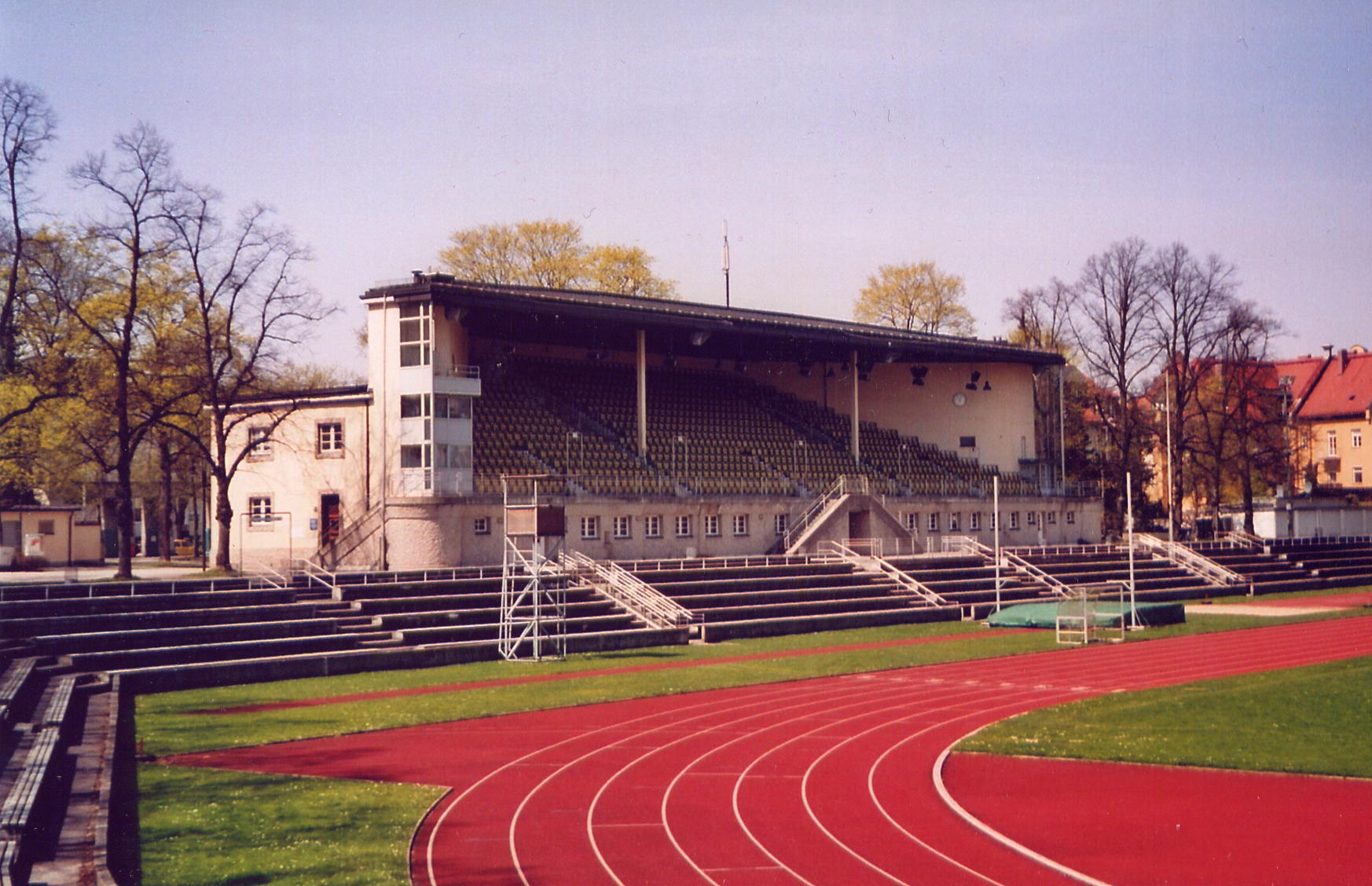
Dantestadion
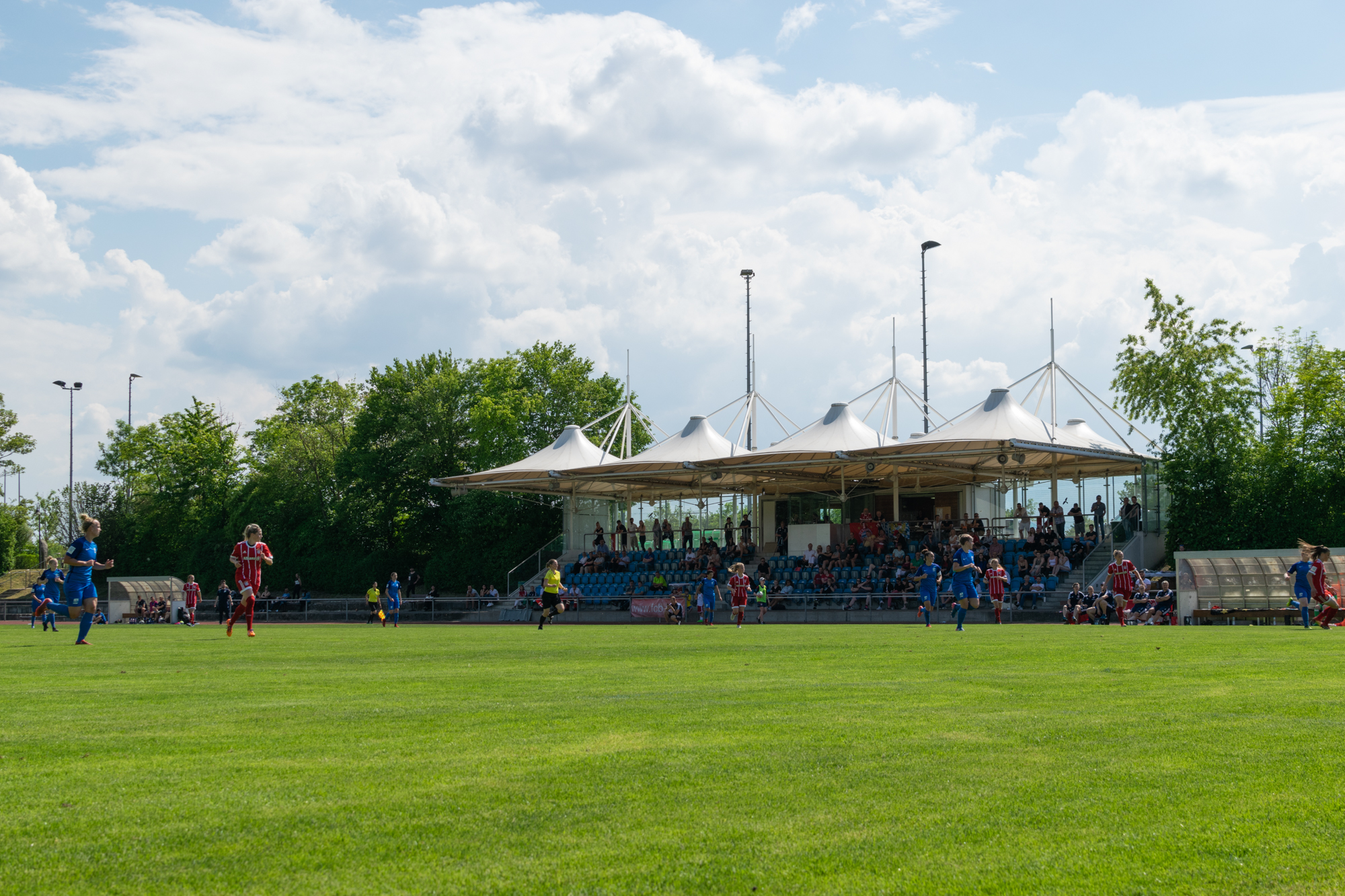
Sportpark Aschheim

### Erfolge
| Deutscher Fußballmeister (7) | Deutscher Fußballmeister (7) | Deutscher Fußballmeister (7) | Deutscher Fußballmeister (7) | Deutscher Fußballmeister (7) | Deutscher Fußballmeister (7) | Deutscher Fußballmeister (7) |
| ---------------------------- | ---------------------------- | ---------------------------- | ---------------------------- | ---------------------------- | ---------------------------- | ---------------------------- |
| 1976                         | 2015                         | 2016                         | 2021                         | 2023                         | 2024                         | 2025                         |
| DFB-Pokalsieger (2)          |                              |                              |                              |                              |                              |                              |
| 2012                         | 2025                         |                              |                              |                              |                              |                              |
| DFB-Supercup-Sieger (1)      |                              |                              |                              |                              |                              |                              |
| 2024                         |                              |                              |                              |                              |                              |                              |

- Deutscher Vizemeister (11): (1973; inoffiziell), 1975, 1979, 1982, 1985, 2009, 2017, 2018, 2019, 2020, 2022
- Aufstieg in die Bundesliga (1): 2000
- DFB-Pokal-Finalist (4): 1988, 1990, 2018, 2024
- Turniersieger World Sevens Football: 2025[38]
- Bundesliga-Cup-Sieger (2): 2003, 2011[39]
- DFB-Hallenpokal-Finalist (2): 2002, 2010
- Bundesliga-Saisoneröffnungsturnier-Halbfinalist (1): 2001
- Bayerischer Meister (21): 1972–1990 (19× in Folge), 2000, 2004
- Bayerischer Pokalsieger (8): 1982, 1984, 1985, 1986, 1987, 1988, 1989, 1990, 1991
- Oberbayerischer Meister (1): 1971

### Kader der Saison 2025/26
Stand: 31. Juli 2025
(Sortierung nach Trikotnummer)
| 01 | Maria Luisa Grohs | Deutschland |
| 32 | Ena Mahmutovic    | Deutschland |
| 38 | Anna Klink        | Deutschland |

| 02 | Vanessa Gilles        | Kanada      |
| 03 | Stine Ballisager      | Danemark    |
| 04 | Glódís Viggósdóttir   | Island      |
| 05 | Magdalena Eriksson    | Schweden    |
| 06 | Tuva Hansen           | Norwegen    |
| 07 | Giulia Gwinn          | Deutschland |
| 19 | Katharina Naschenweng | Osterreich  |
| 30 | Carolin Simon         | Deutschland |

| 08 | Lena Oberdorf   | Deutschland |
| 10 | Linda Dallmann  | Deutschland |
| 14 | Alara Şehitler  | Deutschland |
| 18 | Momoko Tanikawa | Japan       |
| 25 | Sarah Zadrazil  | Osterreich  |
| 27 | Arianna Caruso  | Italien     |
| 28 | Barbara Dunst   | Osterreich  |
| 31 | Georgia Stanway | England     |

| 09 | Jovana Damnjanović    | Serbien     |
| 11 | Lea Schüller          | Deutschland |
| 17 | Klara Bühl            | Deutschland |
| 20 | Franziska Kett        | Deutschland |
| 21 | Pernille Harder       | Danemark    |
| 23 | Natalia Padilla Bidas | Polen       |

### Wechsel zur Saison 2025/26
Stand: 31. Juli 2025
(Alphabetische Sortierung)
| Stine Ballisager Pedersen (AC Florenz)                                                    |
| Arianna Caruso (Leihgeschäft mit Juventus Turin in Vertrag bis 30. Juni 2028 umgewandelt) |
| Barbara Dunst (Eintracht Frankfurt)                                                       |
| Vanessa Gilles (Angel City FC)                                                            |
| Ana Guzmán (Leihgeschäft mit Utah Royals FC beendet)                                      |
| Edna Imade (FC Granada)                                                                   |
| Anna Klink (FC Basel)                                                                     |
| Natalia Padilla-Bidas (Leihgeschäft mit FC Sevilla beendet)                               |

| Jill Baijings (Leihgeschäft mit Aston Villa WFC in einen Vertrag umgewandelt) |
| Magou Doucouré (SSD Napoli Femminile)                                         |
| Ana Guzmán (Leihgeschäft mit Palmeiras São Paulo )                            |
| Edna Imade (Leihgeschäft mit Real Sociedad)                                   |
| Sam Kerr (Leihgeschäft mit FC Liverpool in einen Vertrag umgewandelt)         |
| Sydney Lohmann (Manchester City)                                              |
| Cecilía Rán Rúnarsdóttir (Inter Mailand)                                      |
| Linda Sembrant (vereinslos)                                                   |
| Tainara (vereinslos)                                                          |
| Karólína Lea Vilhjálmsdóttir (Inter Mailand)                                  |
| Anna Wellmann (Sporting Lissabon)                                             |
| Weronika Zawistowska (1. FC Köln)                                             |
| Julia Zigiotti Olme (Manchester United)                                       |

### Management und Trainer
Karin Danner, von 1977 bis 1993 Fußballspielerin und einmalige Nationalspielerin, leitete von 1995 bis Saisonende 2022/23 die Geschicke der Frauenfußballabteilung des FC Bayern München. Thomas Wörle trat nach Beendigung seiner aktiven Fußballerkarriere 2010 seine erste Trainerstelle beim FC Bayern München an. Er übernahm das Amt von seinem Vater Günther Wörle, der die erste Mannschaft in den Spielzeiten 2008/09 und 2009/10 betreute. Thomas Wörle führte die Frauenfußballmannschaft zweimal zur Meisterschaft und einmal zum DFB-Pokal-Gewinn. Am 19. Dezember 2018 gab der FC Bayern bekannt, dass Jens Scheuer Nachfolger von Thomas Wörle zur Saison 2019/20 werden wird. Teammanagerin ist die ehemalige Spielerin Bianca Rech.

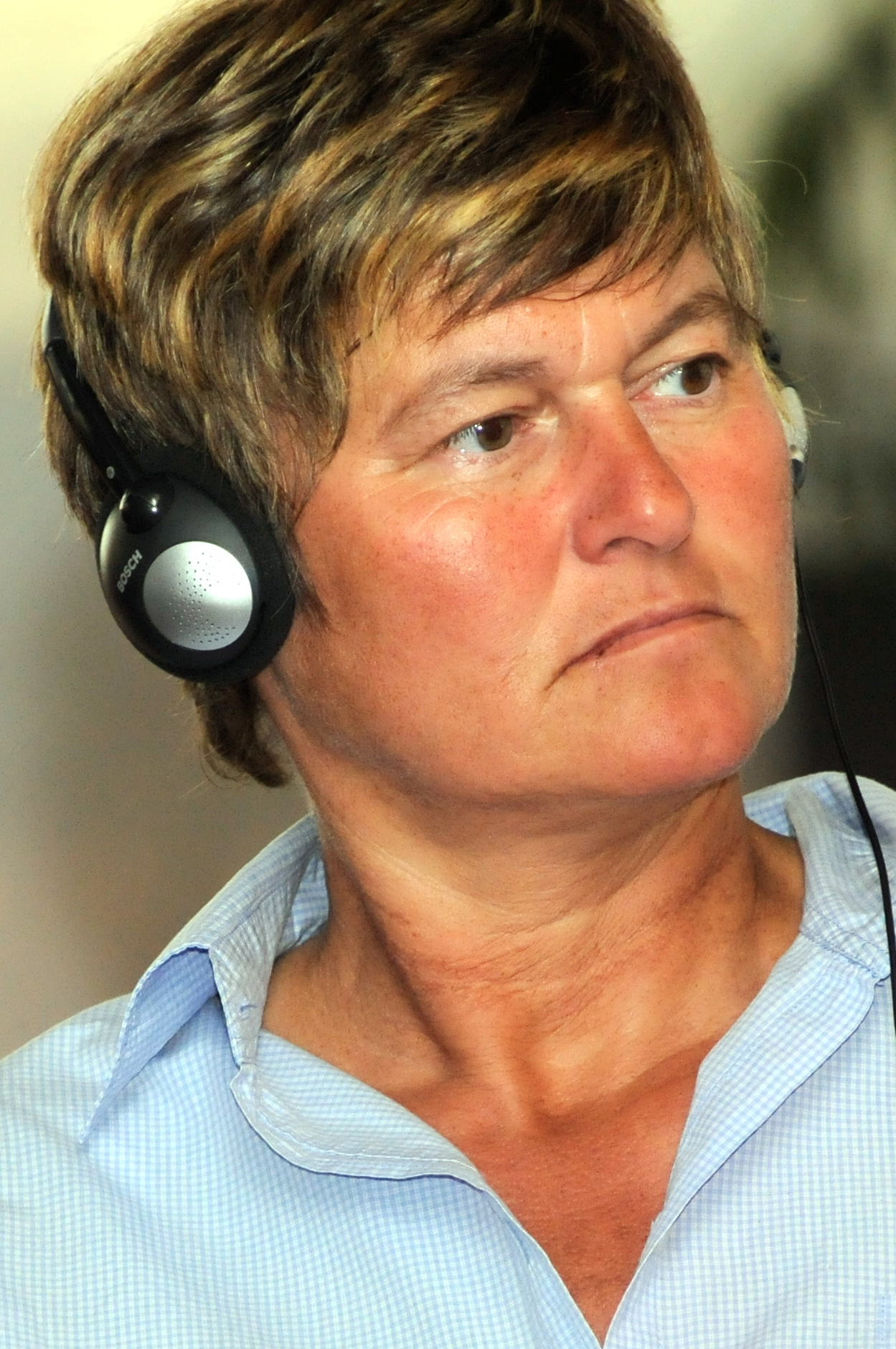
Karin Danner
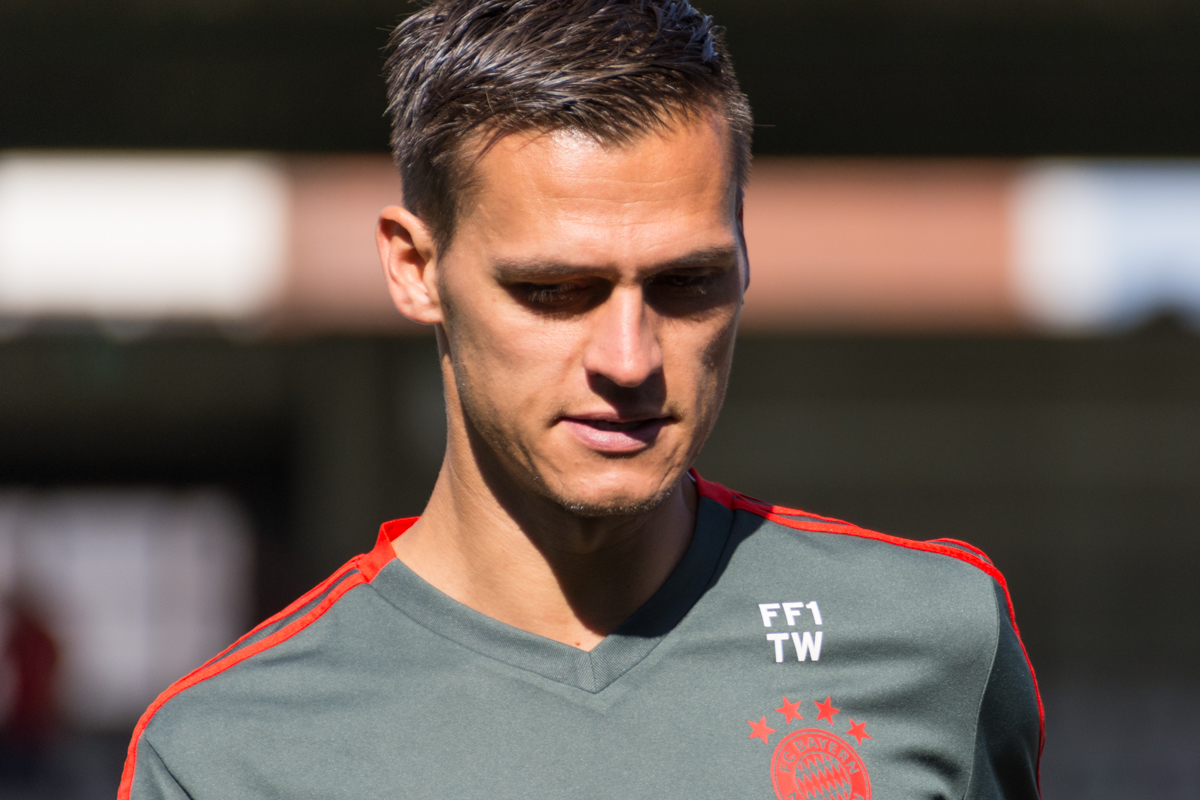
Thomas Wörle
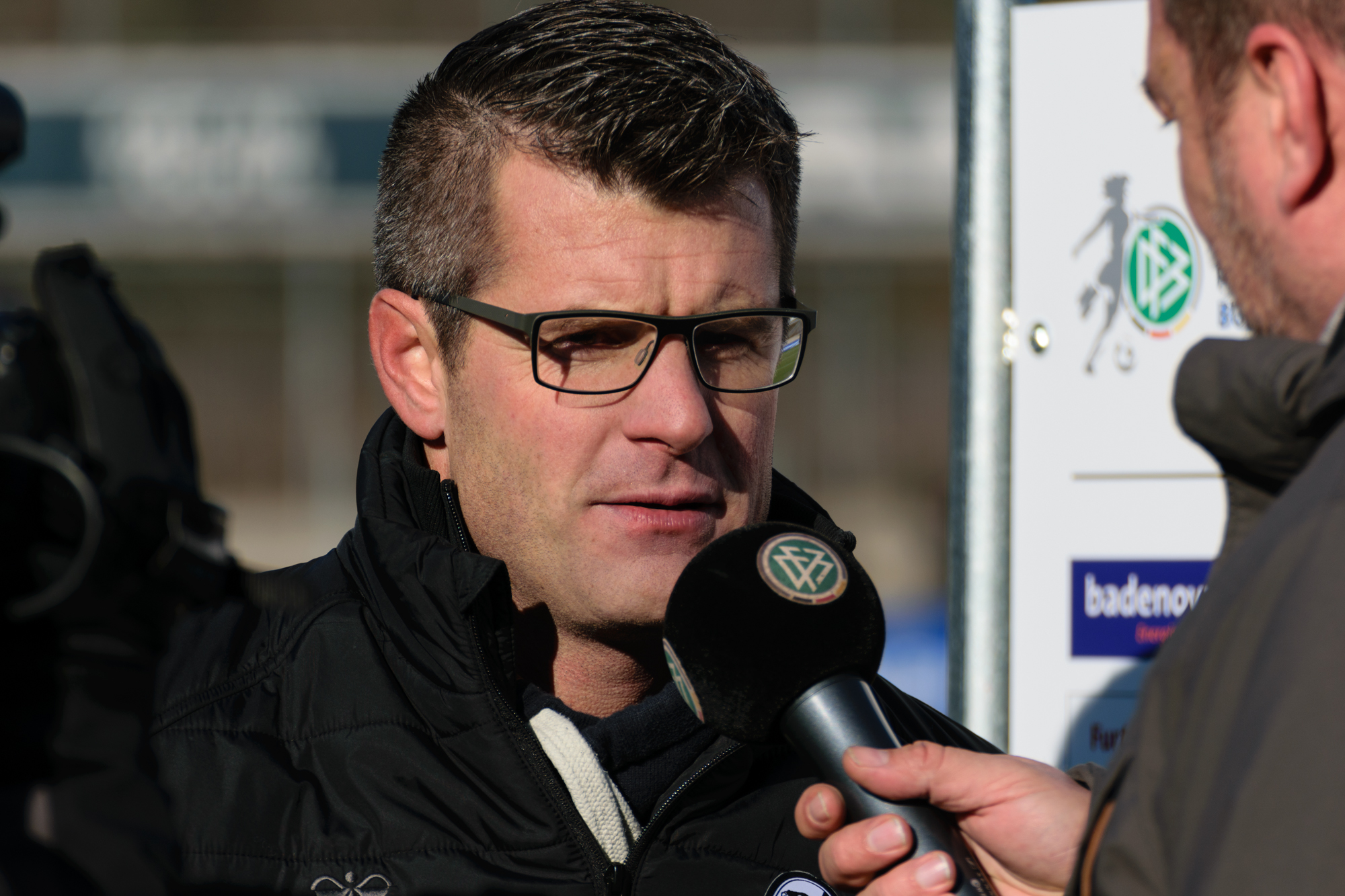
Jens Scheuer
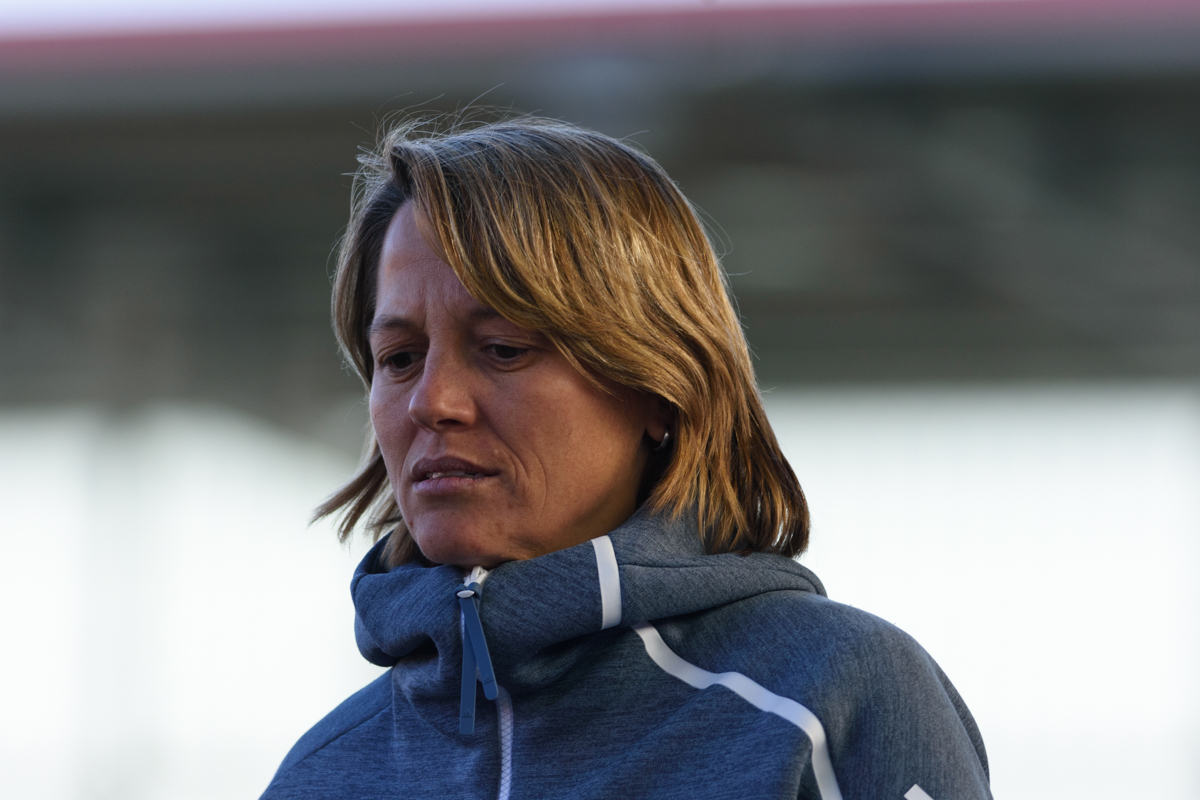
Bianca Rech

### Trainerhistorie
- Karl-Heinz Mainz: 1970–1971
- Fritz Bank: 1971–1976
- Stephan Deischl: 1979
- Inge Mayerhofer: 1982–1985
- Cornelia Doll: 1987–1991
- Dagmar Uebelhör: 1992–1996
- Burkhard Kagelmann: 1996–1998
- Peter König: 1998–2004
- Sissy Raith: 2004–2008
- Günther Wörle: 2008–2010
- Thomas Wörle: 2010–2019
- Jens Scheuer: 2019–2022
- Alexander Straus: 2022–2025[62][63]
- José Barcala: seit 2025[64]

### Übersichten

#### Saison
| Saison  | Liga           | Platz | S  | U | N  | Tore  | Punkte | DFB-Pokal          | UEFA Women’s Cup/ Champions League | Erfolgreichste Torschützin | Zuschauerschnitt |
| ------- | -------------- | ----- | -- | - | -- | ----- | ------ | ------------------ | ---------------------------------- | -------------------------- | ---------------- |
| 1990/91 | Bundesliga Süd | 4.    | 7  | 6 | 5  | 21:14 | 20:16  | Halbfinale         | nicht ausgetragen                  |                            |                  |
| 1991/92 | Bundesliga Süd | 11.   | 2  | 5 | 13 | 14:32 | 9:31   | 2. Runde           | nicht ausgetragen                  |                            |                  |
| 1992/93 | Bayernliga     | 2.    |    |   |    | 57:19 | 28:8   | 2. Runde           | nicht ausgetragen                  |                            |                  |
| 1993/94 | Bayernliga     | 3.    |    |   |    | 26:19 | 22:14  | 2. Runde           | nicht ausgetragen                  |                            |                  |
| 1994/95 | Bayernliga     | 2.    |    |   |    | 32:14 | 25:11  | nicht qualifiziert | nicht ausgetragen                  |                            |                  |
| 1995/96 | Bayernliga     | 3.    |    |   |    | 31:33 | 21     | nicht qualifiziert | nicht ausgetragen                  |                            |                  |
| 1996/97 | Bayernliga     | 4.    |    |   |    | 16:22 | 12     | nicht qualifiziert | nicht ausgetragen                  |                            |                  |
| 1997/98 | Bayernliga     | 4.    |    |   |    | 10:16 | 10     | nicht qualifiziert | nicht ausgetragen                  |                            |                  |
| 1998/99 | Bayernliga     | 2.    |    |   |    | 58:29 | 32     | nicht qualifiziert | nicht ausgetragen                  |                            |                  |
| 1999/00 | Bayernliga     | 1.    | 18 | 0 | 0  | 128:8 | 54     | nicht qualifiziert | nicht ausgetragen                  |                            |                  |
| 2000/01 | Bundesliga     | 6.    | 10 | 3 | 9  | 45:52 | 33     | Viertelfinale      | nicht ausgetragen                  | Petra Wimbersky (13)       | 189              |
| 2001/02 | Bundesliga     | 4.    | 12 | 4 | 6  | 59:38 | 40     | Achtelfinale       | nicht qualifiziert                 | Pavlína Ščasná (14)        | 157              |
| 2002/03 | Bundesliga     | 5.    | 11 | 4 | 7  | 45:32 | 37     | Viertelfinale      | nicht qualifiziert                 | Nina Aigner (17)           | 144              |
| 2003/04 | Bundesliga     | 5.    | 10 | 4 | 8  | 46:36 | 34     | 2. Runde           | nicht qualifiziert                 | Nina Aigner (16)           | 193              |
| 2004/05 | Bundesliga     | 4.    | 10 | 3 | 9  | 39:37 | 33     | Halbfinale         | nicht qualifiziert                 | Pavlína Ščasná (10)        | 139              |
| 2005/06 | Bundesliga     | 8.    | 8  | 3 | 11 | 41:48 | 27     | Halbfinale         | nicht qualifiziert                 | Pavlína Ščasná (7)         | 305              |
| 2006/07 | Bundesliga     | 4.    | 12 | 2 | 8  | 35:29 | 38     | Achtelfinale       | nicht qualifiziert                 | Nina Aigner (15)           | 680              |
| 2007/08 | Bundesliga     | 4.    | 12 | 2 | 8  | 53:38 | 38     | Halbfinale         | nicht qualifiziert                 | Nina Aigner (15)           | 650              |
| 2008/09 | Bundesliga     | 2.    | 17 | 3 | 2  | 69:22 | 54     | Viertelfinale      | nicht qualifiziert                 | Nina Aigner (17)           | 676              |
| 2009/10 | Bundesliga     | 4.    | 12 | 3 | 7  | 42:35 | 39     | Achtelfinale       | Achtelfinale                       | Vanessa Bürki (9)          | 396              |
| 2010/11 | Bundesliga     | 5.    | 11 | 2 | 9  | 43:36 | 35     | Halbfinale         | nicht qualifiziert                 | Petra Wimbersky (9)        | 478              |
| 2011/12 | Bundesliga     | 6.    | 8  | 4 | 10 | 29:38 | 28     | Sieger             | nicht qualifiziert                 | Sarah Hagen (5)            | 540              |
| 2012/13 | Bundesliga     | 4.    | 14 | 1 | 7  | 49:24 | 43     | Halbfinale         | nicht qualifiziert                 | Lena Lotzen (14)           | 340              |
| 2013/14 | Bundesliga     | 4.    | 11 | 6 | 5  | 49:27 | 39     | Achtelfinale       | nicht qualifiziert                 | Sarah Hagen (13)           | 832              |
| 2014/15 | Bundesliga     | 1.    | 17 | 5 | 0  | 56:07 | 56     | Viertelfinale      | nicht qualifiziert                 | Katie Stengel (9)          | 1.227            |
| 2015/16 | Bundesliga     | 1.    | 18 | 3 | 1  | 47:08 | 57     | Halbfinale         | Sechzehntelfinale                  | Vivianne Miedema (14)      | 1.460            |
| 2016/17 | Bundesliga     | 2.    | 17 | 1 | 4  | 36:15 | 52     | Viertelfinale      | Viertelfinale                      | Vivianne Miedema (14)      | 755              |
| 2017/18 | Bundesliga     | 2.    | 17 | 2 | 3  | 62:15 | 53     | Finale             | Sechzehntelfinale                  | Fridolina Rolfö (9)        | 689              |
| 2018/19 | Bundesliga     | 2.    | 17 | 4 | 1  | 75:18 | 55     | Halbfinale         | Halbfinale                         | Sara Däbritz (13)          | 669              |
| 2019/20 | Bundesliga     | 2.    | 17 | 3 | 2  | 60:14 | 54     | Achtelfinale       | Viertelfinale                      | Jovana Damnjanović (11)    | 630              |
| 2020/21 | Bundesliga     | 1.    | 20 | 1 | 1  | 82:9  | 61     | Halbfinale         | Halbfinale                         | Lea Schüller (16)          | 0                |
| 2021/22 | Bundesliga     | 2.    | 18 | 1 | 3  | 78:18 | 55     | Halbfinale         | Viertelfinale                      | Lea Schüller (16)          | 827              |
| 2022/23 | Bundesliga     | 1.    | 19 | 2 | 1  | 67:8  | 59     | Halbfinale         | Viertelfinale                      | Lea Schüller (14)          | 2.155            |
| 2023/24 | Bundesliga     | 1.    | 19 | 3 | 0  | 60:8  | 60     | Finale             | Gruppenphase                       | Lea Schüller (11)          | 3.963            |
| 2024/25 | Bundesliga     | 1.    | 19 | 2 | 1  | 56:13 | 59     | Sieger             | Viertelfinale                      | Pernille Harder (14)       | 2.455            |
| 2025/26 | Bundesliga     |       |    |   |    |       |        | Teilnahme          | Teilnahme                          |                            |                  |

Anmerkung: Grün unterlegte Spielzeiten kennzeichnen den Aufstieg.
Vereinsinterne Bestwerte in der Bundesliga
Siege
- Die meisten Bundesligasiege in einer Saison: 20 in 22 Spielen (Saison 2020/21)
- Die wenigsten Bundesligasiege in einer Saison: 2 in 20 Spielen (Saison 1991/92)

Niederlagen
- Die meisten Bundesliganiederlagen in einer Saison: 13 in 20 Spielen (Saison 1991/92)
- Die wenigsten Bundesliganiederlagen in einer Saison: 0 in 22 Spielen (Saison 2014/15 und 2023/24)

Punkte
- Die meisten Punkte in einer Saison: 61 in 22 Spielen (Saison 2020/21)
- Die wenigsten Punkte in einer Saison: 9 in 20 Spielen (Saison 1991/92)

Tore
- Die meisten in einer Saison erzielten Tore: 82 in 22 Spielen (Saison 2020/21)
- Die wenigsten in einer Saison erzielten Tore: 14 in 20 Spielen (Saison 1991/92)
- Die meisten in einer Saison erhaltenen Tore: 52 in 22 Spielen (Saison 2000/01)
- Die wenigsten in einer Saison erhaltenen Tore: 7 in 22 Spielen (Saison 2014/15)

Serien
- 44 Punktspiele (30. Oktober 2022 bis 5. Oktober 2024) ungeschlagen[65]
- 40 Punktspiele (8. Juni 2014 bis 17. April 2016) ungeschlagen

#### Europapokal
| Saison  | Wettbewerb                    | Runde                  | Gegner                  | Gesamt    | Hin      | Rück          |
| ------- | ----------------------------- | ---------------------- | ----------------------- | --------- | -------- | ------------- |
| 2009/10 | UEFA Women’s Champions League | Qualifikation          | Glasgow City FC         | 5:2       | 5:2 (N)  |               |
| 2009/10 | UEFA Women’s Champions League | Qualifikation          | Norchi Dinamoeli        | 19:0      | 19:0 (N) |               |
| 2009/10 | UEFA Women’s Champions League | Qualifikation          | Gintra Universitetas    | 8:0       | 8:0 (A)  |               |
| 2009/10 | UEFA Women’s Champions League | Sechzehntelfinale      | Viktória FC-Szombathely | 9:2       | 5:0 (A)  | 4:2 (H)       |
| 2009/10 | UEFA Women’s Champions League | Achtelfinale           | HSC Montpellier         | 0:1       | 0:0 (A)  | 0:1 n. V. (H) |
| 2015/16 | UEFA Women’s Champions League | Sechzehntelfinale      | FC Twente Enschede      | (a)3:3(a) | 1:1 (A)  | 2:2 (H)       |
| 2016/17 | UEFA Women’s Champions League | Sechzehntelfinale      | Hibernian Edinburgh     | 10:1      | 6:0 (A)  | 4:1 (H)       |
| 2016/17 | UEFA Women’s Champions League | Achtelfinale           | FK Rossijanka           | 8:0       | 4:0 (H)  | 4:0 (A)       |
| 2016/17 | UEFA Women’s Champions League | Viertelfinale          | Paris Saint-Germain     | 1:4       | 1:0 (H)  | 0:4 (A)       |
| 2017/18 | UEFA Women’s Champions League | Sechzehntelfinale      | Chelsea LFC             | (a)2:2(a) | 0:1 (A)  | 2:1 (H)       |
| 2018/19 | UEFA Women’s Champions League | Sechzehntelfinale      | ŽFK Spartak Subotica    | 11:0      | 7:0 (A)  | 4:0 (H)       |
| 2018/19 | UEFA Women’s Champions League | Achtelfinale           | FC Zürich Frauen        | 5:0       | 2:0 (A)  | 3:0 (H)       |
| 2018/19 | UEFA Women’s Champions League | Viertelfinale          | Slavia Prag             | 6:2       | 1:1 (A)  | 5:1 (H)       |
| 2018/19 | UEFA Women’s Champions League | Halbfinale             | FC Barcelona            | 0:2       | 0:1 (H)  | 0:1 (A)       |
| 2019/20 | UEFA Women’s Champions League | Sechzehntelfinale      | Kopparbergs/Göteborg FC | (a)2:2(a) | 2:1 (A)  | 0:1 (H)       |
| 2019/20 | UEFA Women’s Champions League | Achtelfinale           | BIIK Kazygurt           | 7:0       | 5:0 (A)  | 2:0 (H)       |
| 2019/20 | UEFA Women’s Champions League | Viertelfinale          | Olympique Lyon          | 1:2       | 1:2 (N)  |               |
| 2020/21 | UEFA Women’s Champions League | Sechzehntelfinale      | Ajax Amsterdam          | 6:1       | 3:1 (A)  | 3:0 (H)       |
| 2020/21 | UEFA Women’s Champions League | Achtelfinale           | BIIK Kazygurt           | 9:1       | 6:1 (A)  | 3:0 (H)       |
| 2020/21 | UEFA Women’s Champions League | Viertelfinale          | FC Rosengård            | 4:0       | 3:0 (H)  | 1:0 (A)       |
| 2020/21 | UEFA Women’s Champions League | Halbfinale             | Chelsea FC Women        | 3:5       | 2:1 (H)  | 1:4 (A)       |
| 2021/22 | UEFA Women’s Champions League | Gruppenphase           | Benfica Lissabon        | 4:0       | 0:0 (A)  | 4:0 (H)       |
| 2021/22 | UEFA Women’s Champions League | Gruppenphase           | BK Häcken               | 9:1       | 4:0 (H)  | 5:1 (A)       |
| 2021/22 | UEFA Women’s Champions League | Gruppenphase           | Olympique Lyon          | 2:2       | 1:2 (A)  | 1:0 (H)       |
| 2021/22 | UEFA Women’s Champions League | Viertelfinale          | Paris Saint-Germain     | 3:4       | 1:2 (H)  | 2:2 n. V. (A) |
| 2022/23 | UEFA Women’s Champions League | 2. Qualifikationsrunde | Real Sociedad           | 4:1       | 1:0 (A)  | 3:1 (H)       |
| 2022/23 | UEFA Women’s Champions League | Gruppenphase           | FC Rosengård            | 6:1       | 2:1 (H)  | 4:0 (A)       |
| 2022/23 | UEFA Women’s Champions League | Gruppenphase           | Benfica Lissabon        | 5:2       | 3:2 (A)  | 2:0 (H)       |
| 2022/23 | UEFA Women’s Champions League | Gruppenphase           | FC Barcelona            | 3:4       | 0:3 (A)  | 3:1 (H)       |
| 2022/23 | UEFA Women’s Champions League | Viertelfinale          | Arsenal Women FC        | 1:2       | 1:0 (H)  | 0:2 (A)       |
| 2023/24 | UEFA Women’s Champions League | Gruppenphase           | AS Rom                  | 4:4       | 2:2 (H)  | 2:2 (A)       |
| 2023/24 | UEFA Women’s Champions League | Gruppenphase           | Paris Saint-Germain     | 3:2       | 1:0 (A)  | 2:2 (H)       |
| 2023/24 | UEFA Women’s Champions League | Gruppenphase           | Ajax Amsterdam          | 1:2       | 1:1 (H)  | 0:1 (A)       |
| 2024/25 | UEFA Women’s Champions League | Gruppenphase           | Arsenal Women FC        | 7:5       | 5:2 (H)  | 2:3 (A)       |
| 2024/25 | UEFA Women’s Champions League | Gruppenphase           | Vålerenga Oslo          | 4:1       | 3:0 (H)  | 1:1 (A)       |
| 2024/25 | UEFA Women’s Champions League | Gruppenphase           | Juventus Turin          | 6:0       | 2:0 (A)  | 4:0 (H)       |
| 2024/25 | UEFA Women’s Champions League | Viertelfinale          | Olympique Lyon          | 1:6       | 0:2 (H)  | 1:4 (A)       |

Gesamtbilanz: 69 Spiele, 44 Siege, 10 Unentschieden, 15 Niederlagen, 182:67 Tore (Tordifferenz +115)
Torschützinnen (Stand: 26. März 2025)
Lea Schüller (14 Tore), Vanessa Bürki (11), Klara Bühl, Linda Dallmann, Jovana Damnjanović, Vivianne Miedema (8), Sydney Lohmann (7), Lineth Beerensteyn, Pernille Harder, Mandy Islacker, Lina Magull, Julia Šimić, Katharina Würmseer (6), Melanie Behringer, Magdalena Mayr, Melanie Leupolz, Jill Roord (5), Magdalena Eriksson, Lisa Evans, Giulia Gwinn, Fridolina Rolfö, Georgia Stanway (3), Nicole Banecki, Sara Däbritz, Anna Gerhardt, Hanna Glas, Saki Kumagai, Bianca Rech, Nicole Rolser, Carolin Simon, Dominika Škorvánková, Karólína Lea Vilhjálmsdóttir, Carina Wenninger, Sarah Zadrazil (2), Nina Aigner, Viviane Asseyi, Katharina Baunach, Kristin Demann, Emily Gielnik, Stefanie van der Gragt, Nora Holstad Berge, Julia Landenberger, Gina Lewandowski, Simone Laudehr, Stefanie Mirlach, Sandra de Pol, Maximiliane Rall, Alara Şehitler, Simone Boye Sørensen, Tainara, Lucie Voňková, Glódís Viggósdóttir (jeweils 1 Tor); hinzu kommen fünf Eigentore der gegnerischen Mannschaften.

## Zweite Mannschaft

### Geschichte

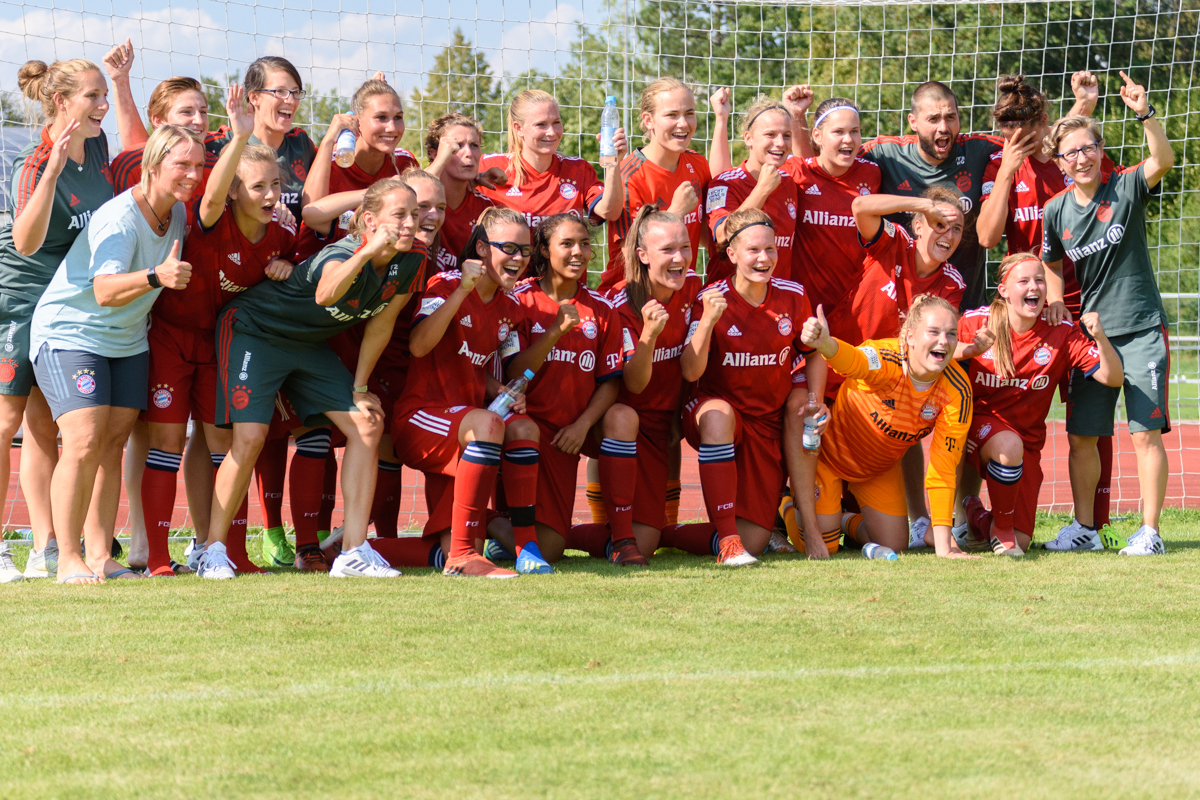
FC Bayern München II im August 2018

Die zweite Mannschaft nahm erstmals in der Saison 1990/91 am Spielbetrieb teil. Dem ersten Jahr in der A-Klasse Münchens folgte direkt der Aufstieg in die Bezirksklasse, die man bis zum Abstieg 1997 auch halten konnte. Dem sofortigen Wiederaufstieg folgten die Aufstiege in die Verbandsliga-Süd (2000), die Bayernliga (2001) und schließlich in die Regionalliga Süd (2002), die damals zweithöchste Spielklasse. Der Verbleib in dieser währte nur eine Saison, jedoch konnte der Verbandspokal mit einem 9:3 über den VfL Ehingen gewonnen werden. Der Sieg berechtigte zur Teilnahme am DFB-Pokal. Nachdem die Mannschaft den TSV Jahn Calden in einer Qualifikationsrunde mit 1:0 besiegen konnte, war in der 1. Hauptrunde gegen den 1. FC Saarbrücken bereits Endstation.
Als bayerischer Meister 2003/04 stand die Mannschaft im Aufstiegsendspiel gegen den Karlsruher SC und verlor dieses zu Hause mit 1:5. Als erneuter bayerischer Meister, ein Jahr später, beantragte man offensichtlich keine Lizenz.
Der Wiederaufstieg gelang erst 2007 in die Regionalliga, welche damals schon die dritthöchste Liga darstellte. Mit 33 Punkten aus 18 Spielen landete man dort am Ende auf Platz drei. In der Folgesaison 2008/09, unter anderem mit Carina Wenninger, wurde die Mannschaft Meister der Regionalliga Süd und stieg somit zur Saison 2009/10 in die 2. Bundesliga auf. Zum Ende der Saison war die Mannschaft um einen Platz besser als die 1. Mannschaft des Stadtrivalen FFC Wacker München und vermied es in die Relegation zu müssen. 2014/15 und 2017/18 wurde man jeweils Vizemeister, verblieb aber aufgrund der Regelung, dass Zweitvertretungen nicht in die Frauen-Bundesliga aufsteigen dürfen, jeweils in der 2. Liga. Gleiches galt nach der Saison 2018/19, in der die Mannschaft die Zweitligameisterschaft gewann.

### Spielstätten
Auch nach der Eröffnung des FC Bayern Campus trägt die zweite Mannschaft ihre Heimspiele weiterhin im Sportpark Aschheim aus.

### Erfolge
- Meister der 2. Bundesliga 2019[68]
- Meister der Regionalliga Süd 2009
- Bayerischer Meister 2003/04, 2004/05, 2006/07
- Bayerischer Pokalsieger 2003

### Kader der Saison 2025/26
Stand: 27. Juli 2025
(Sortierung nach Trikotnummer)
| 01 | Sophie Klein        | Deutschland |
| 32 | Julia Kreuzpaintner | Deutschland |

| 02 | Eszter Reszler  | Deutschland |
| 03 | Liliana Feistle | Deutschland |
| 04 | Scarlett Kraus  | Deutschland |
| 05 | Luzie Zähringer | Deutschland |
| 08 | Samira di Lauro | Deutschland |
| 15 | Laura Dafinger  | Deutschland |
| 20 | Jana Kappes     | Deutschland |

| 06 | Marie Gmeineder | Deutschland |
| 09 | Paula Rintzner  | Deutschland |
| 11 | Celina Senftl   | Deutschland |
| 18 | Maria Plattner  | Osterreich  |
| 19 | Laila Portella  | Deutschland |
| 33 | Greta Hünten    | Deutschland |

| 07 | Elira Terakaj      | Deutschland |
| 10 | Sarah Ernst        | Deutschland |
| 17 | Lisa Marie Karl    | Deutschland |
| 29 | Melina Hofmann     | Deutschland |
| 30 | Hannah Wegscheider | Deutschland |

### Wechsel zur Saison 2025/26
Stand: 27. Juli 2025
(Alphabetische Sortierung)
| Laura Dafinger (eigene Jugend)       |
| Sophie Klein (FV Biberach)           |
| Scarlett Kraus (FC Wacker Innsbruck) |
| Julia Kreuzpaintner (eigene Jugend)  |
| Samira di Lauro (eigene Jugend)      |
| Hanna Wegscheider (eigene Jugend)    |

| Laura Gloning (TSG 1899 Hoffenheim)                      |
| Nike Andersson (FC Carl Zeiss Jena)                      |
| Theresa Keitel (FC Ingolstadt 04)                        |
| Veronika Litzlfelder (vereinslos)                        |
| Amelie Roduner (FC Zürich)                               |
| Carla Schwarz (BSC Young Boys)                           |
| Sophia Weixler (Penn State Nittany Lions women's soccer) |

### Trainerhistorie
- Nathalie Bischof: 2009–2022
- Clara Schöne: 2022–2024[79]
- Jérôme Reisacher: seit 2024[80]

## U17-Nachwuchsmannschaft

### Geschichte
Die Mannschaft der U17-Juniorinnen wurde 1985 gegründet und spielte von der Saison Saison 2012/13 bis zur Auflösung der Spielklasse nach der Saison 2023/24 in der B-Juniorinnen-Bundesliga Staffel Süd. Fünfmal konnte der Bayern-Nachwuchs das Endspiel um die deutsche Meisterschaft erreichen, verlor aber dreimal (2000, 2006, 2008) gegen den 1. FFC Turbine Potsdam und 2007 gegen den FCR 2001 Duisburg. Durch einen 3:1-Finalsieg gegen den FSV Gütersloh konnte 2013 schließlich die erste Juniorinnen-Meisterschaft gewonnen werden. Im darauffolgenden Jahr wurde die Meisterschaft mit 1:0 gegen den 1. FFC Turbine Potsdam erneut gewonnen. So hieß der Gegner auch am 17. Juni 2017, der im Sportpark Aschheim durch zwei Tore von Verena Wieder mit 2:1 bezwungen wurde und dem Bayern-Nachwuchs den dritten Meistertitel sicherte.

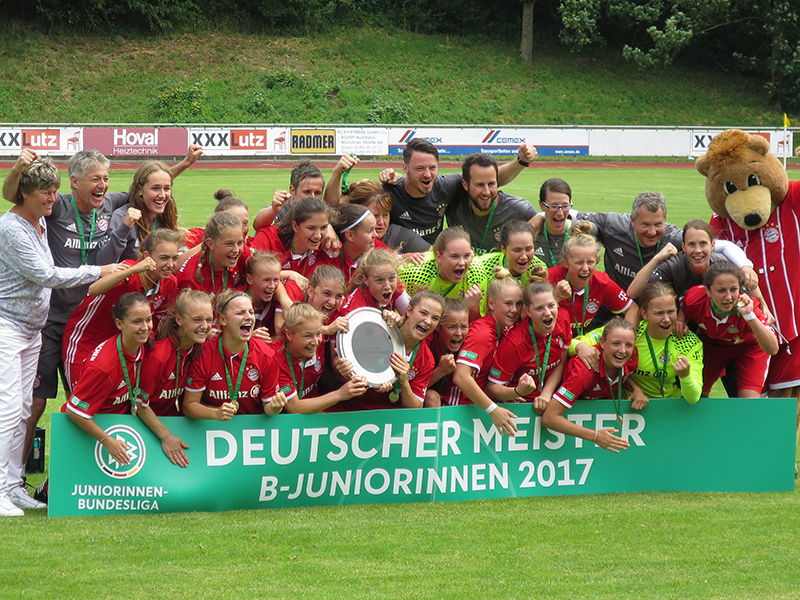
Die Mannschaft nach dem
Gewinn der Meisterschaft 2017

### Spielstätten
Die U17-Nachwuchsmannschaft trug ihre Heimspiele im Sportpark Aschheim aus. Seit der Eröffnung des FC Bayern Campus spielt die Mannschaft im neuen Stadion im Nachwuchsleistungszentrum.

### Erfolge
- Deutscher B-Juniorinnen Meister (3): 2013,[81] 2014,[82] 2017[83]
- Zweite der B-Juniorinnen-Meisterschaft (4): 2000, 2006, 2007, 2008

### Trainerhistorie
- Roswitha Bindl: 2002–2013
- Carmen Roth: 2013–2017
- Markus Vizethum: 2017–2022
- Michael Schubert: seit 2022